# Biserica de lemn din Băișoara

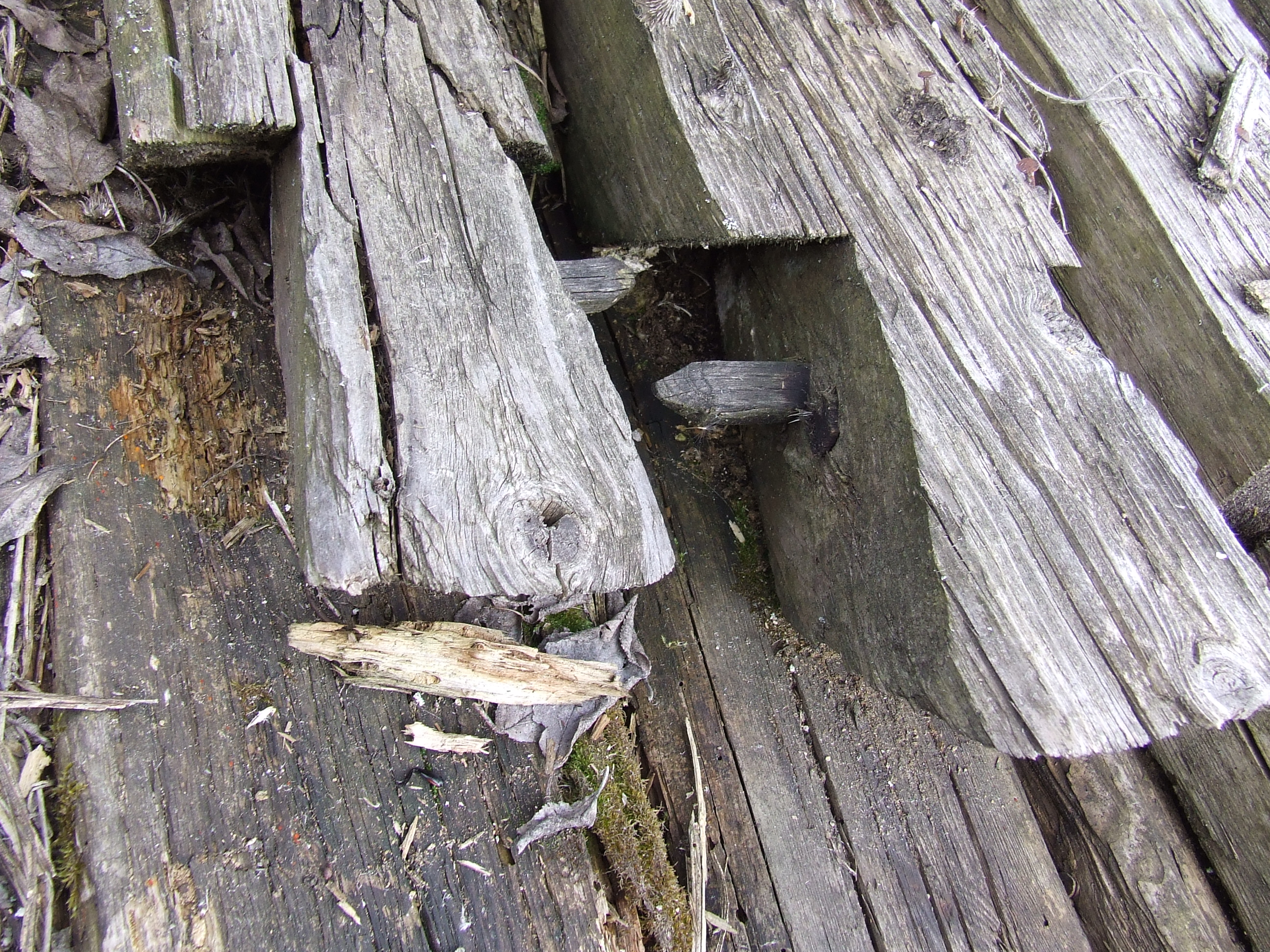
Lemne ce formau altădată biserica de lemn din Băișoara (2009)

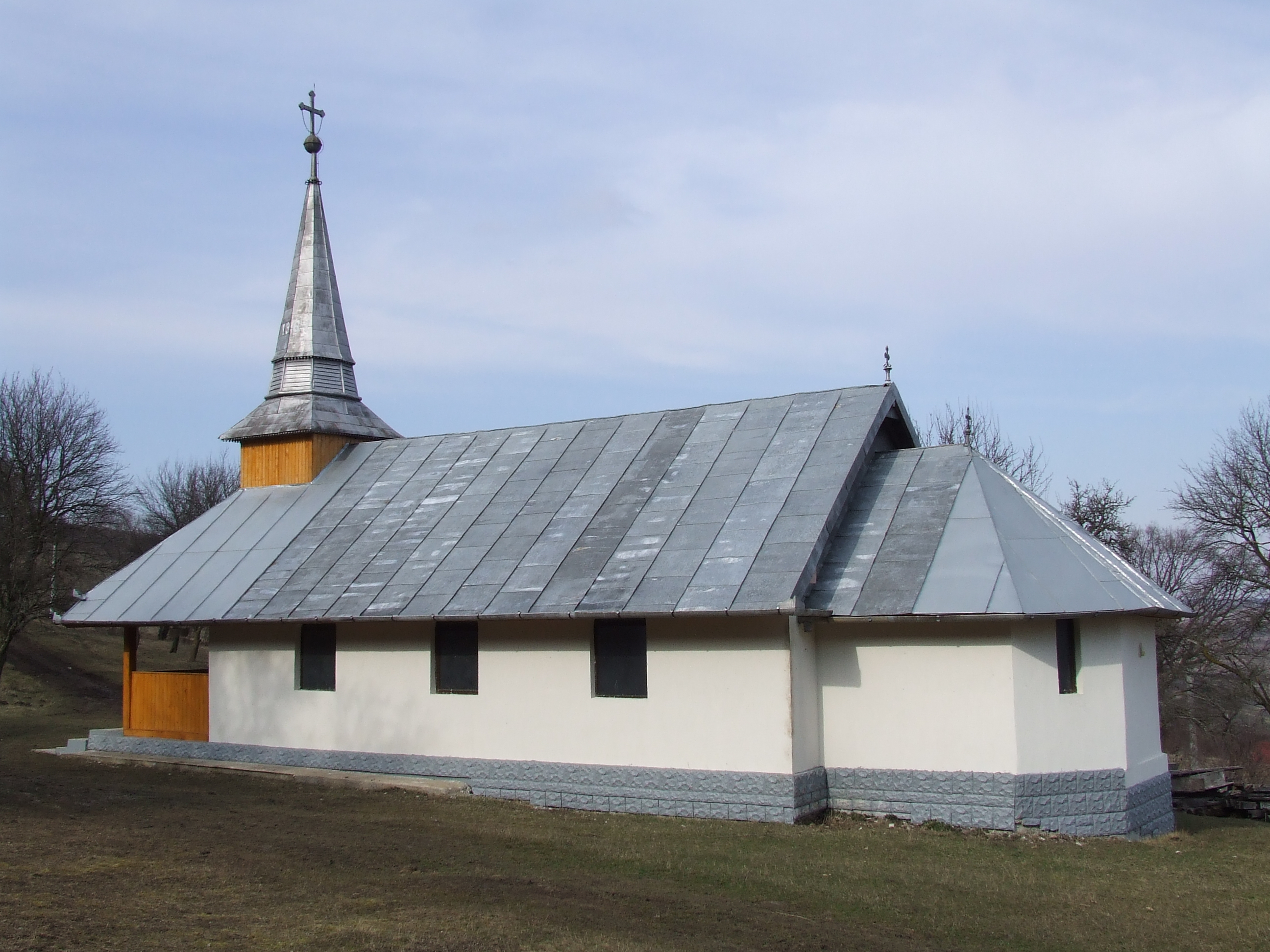
Biserica ridicată în satul Pădurenii din comuna Tritenii de Jos

Vechea biserică de lemn din Băișoara, reprezintă un caz aparte în lunga listă a disputelor între ortodocși și greco-catolici privind proprietatea lăcașelor de cult. Mediatizarea cazului, încetul cu încetul a deviat atenția publicului de la soarta bisericii de lemn, concentrându-se asupra problemei patrimoniale în ansamblul ei. Azi, lemnele care altădată formau biserica de lemn se află stivuite departe de Băișoara, în satul Pădurenii din comuna Tritenii de Jos, județul Cluj. Biserica era construită în anul 1852 și avea hramul „Sfinții Arhangheli Mihail și Gavriil”.

## Istoric și trăsături
Vechea biserică greco-catolică a satului a fost distrusă de salvele de tun trase în Revoluția de la 1848, satul rămânând fără edificiu de cult până în 1852 când a fost edificată biserica de lemn ce face subiectul acestui articol. A fost renovată în anul 1894. Acoperită cu șindrilă inițial, biserica a fost reacoperită cu tablă în 1911.
Fundația era de piatră, iar pereții din bârne ajungeau până aproape de pământ. Umezeala a fost unul din factorii care au dus la deteriorarea bisericii. După anul 1989, Biserica Greco-Catolică a solicitat retrocedarea lăcașului. În vara anului 2001 biserica de lemn a fost strămutată în satul Pădurenii cu destinația de schit ortodox și cu scopul de a-i servi și pe credincioșii din Pădurenii.

## Galerie de imagini

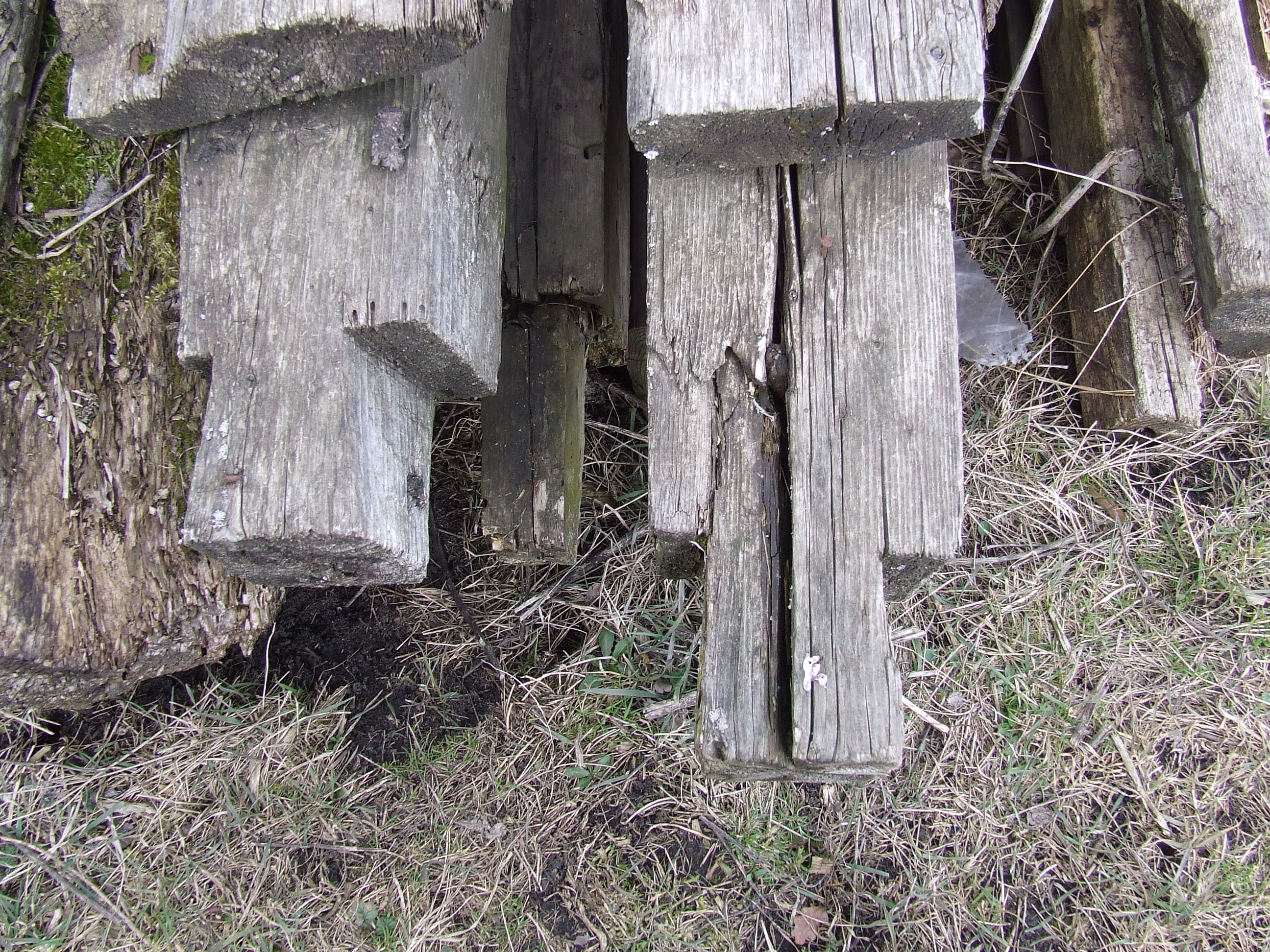
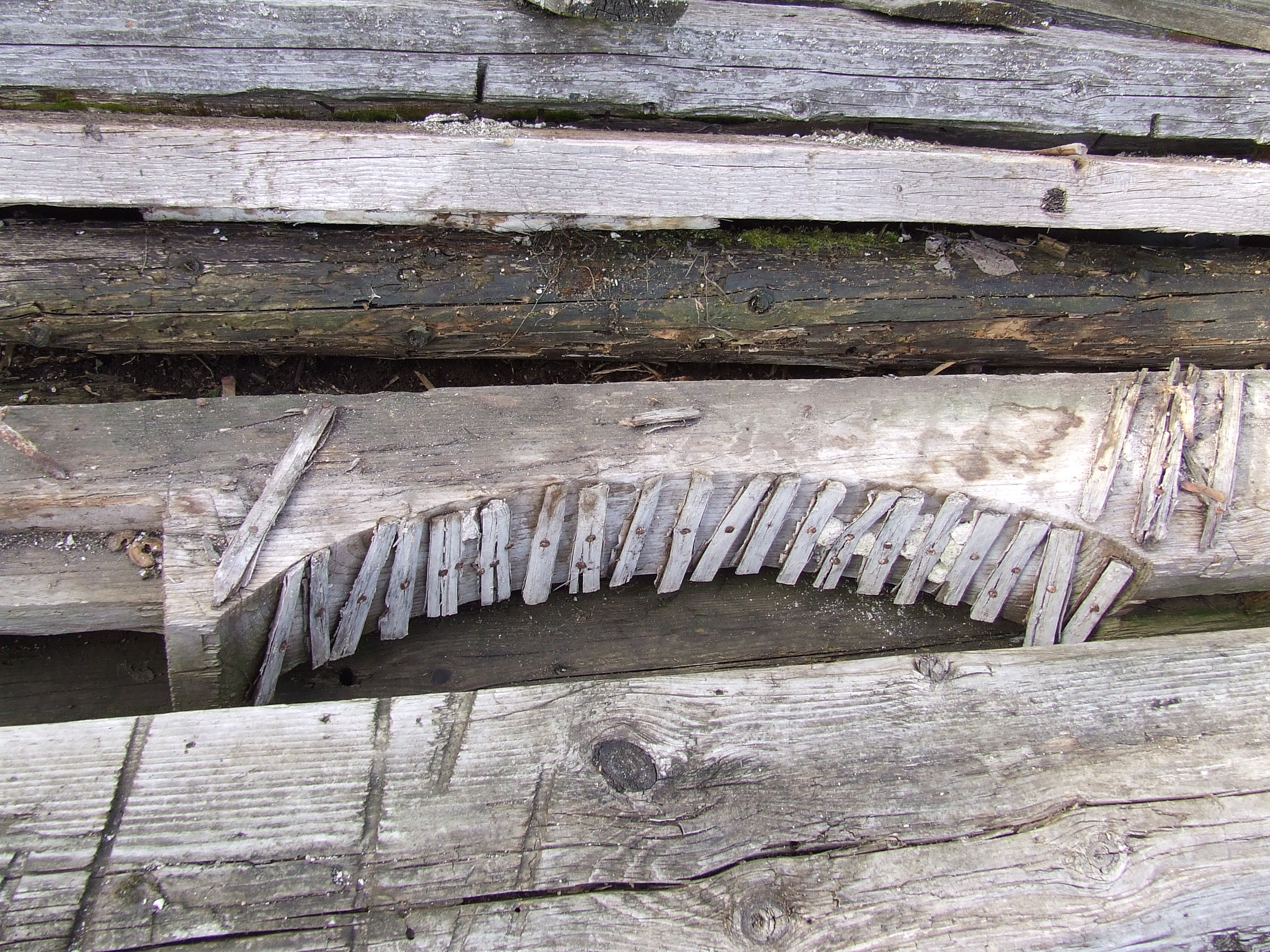
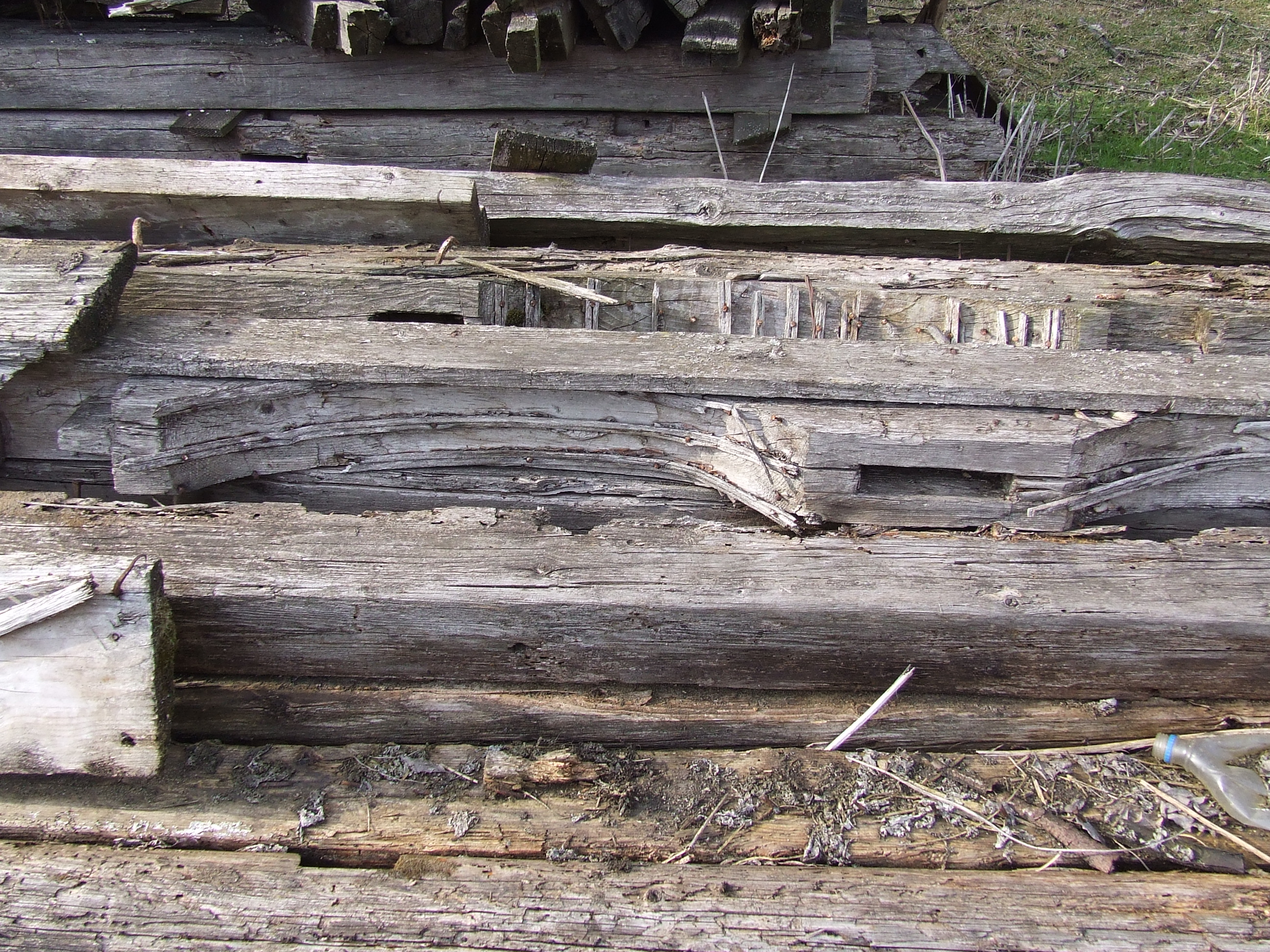
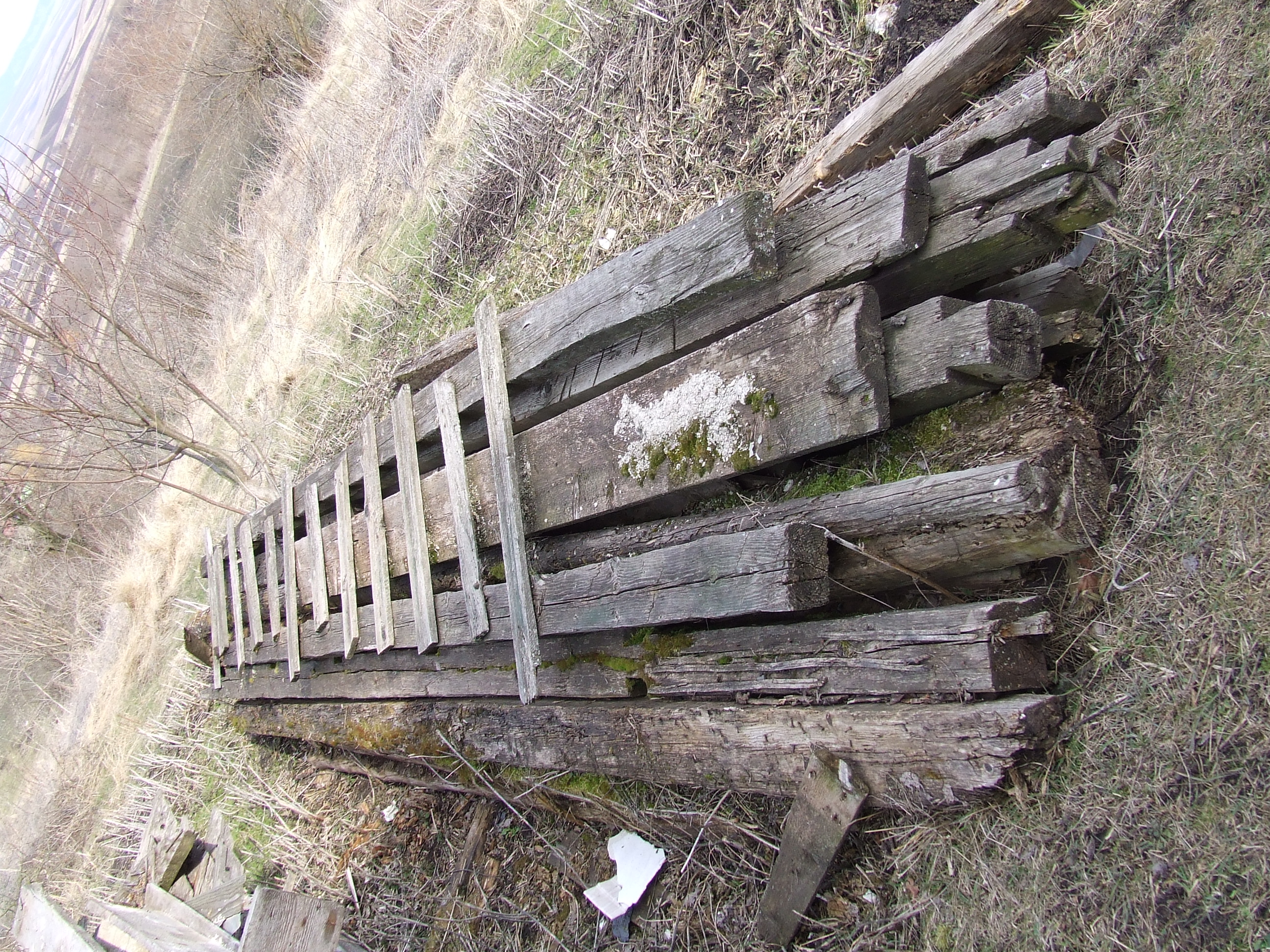
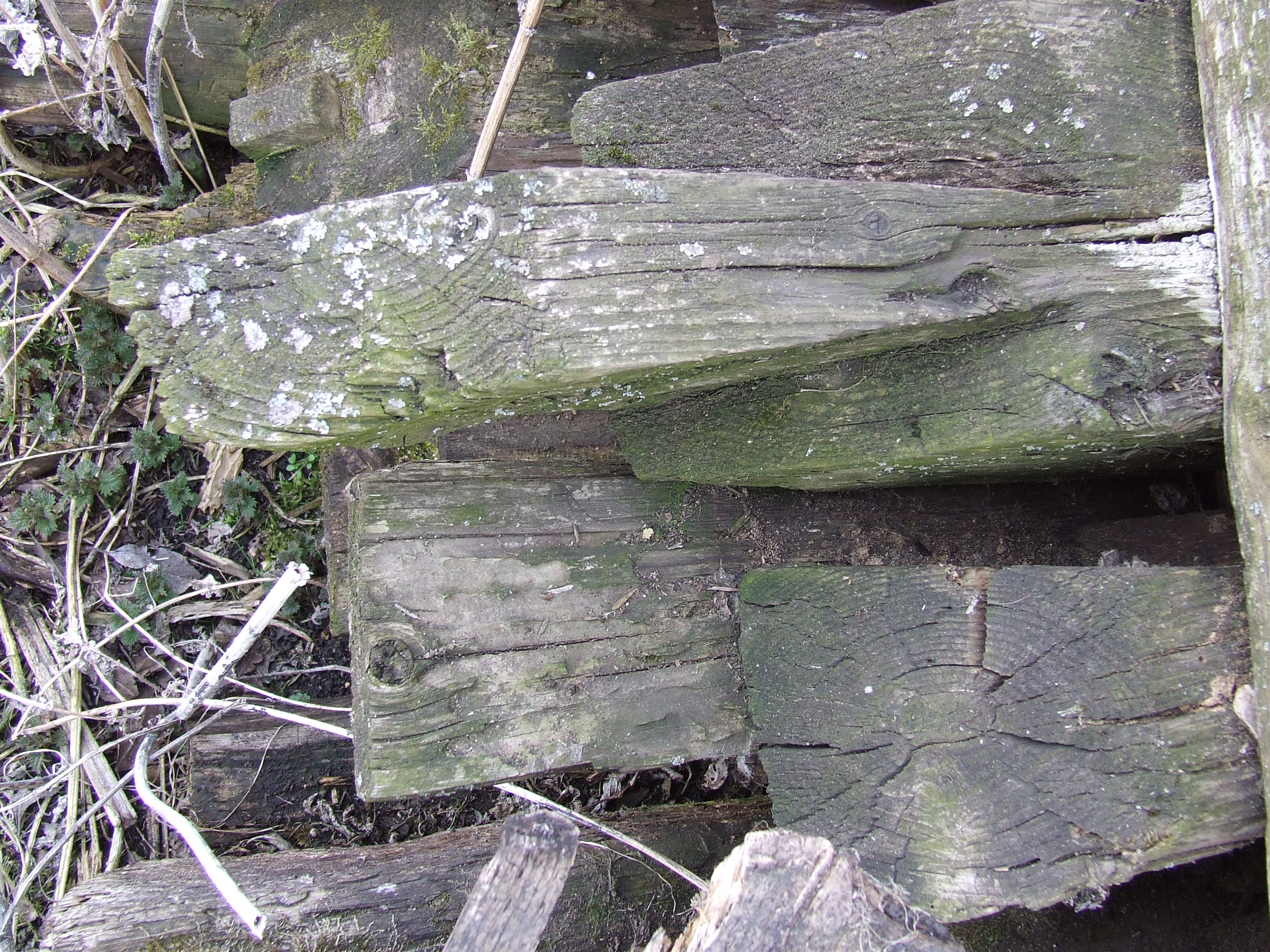
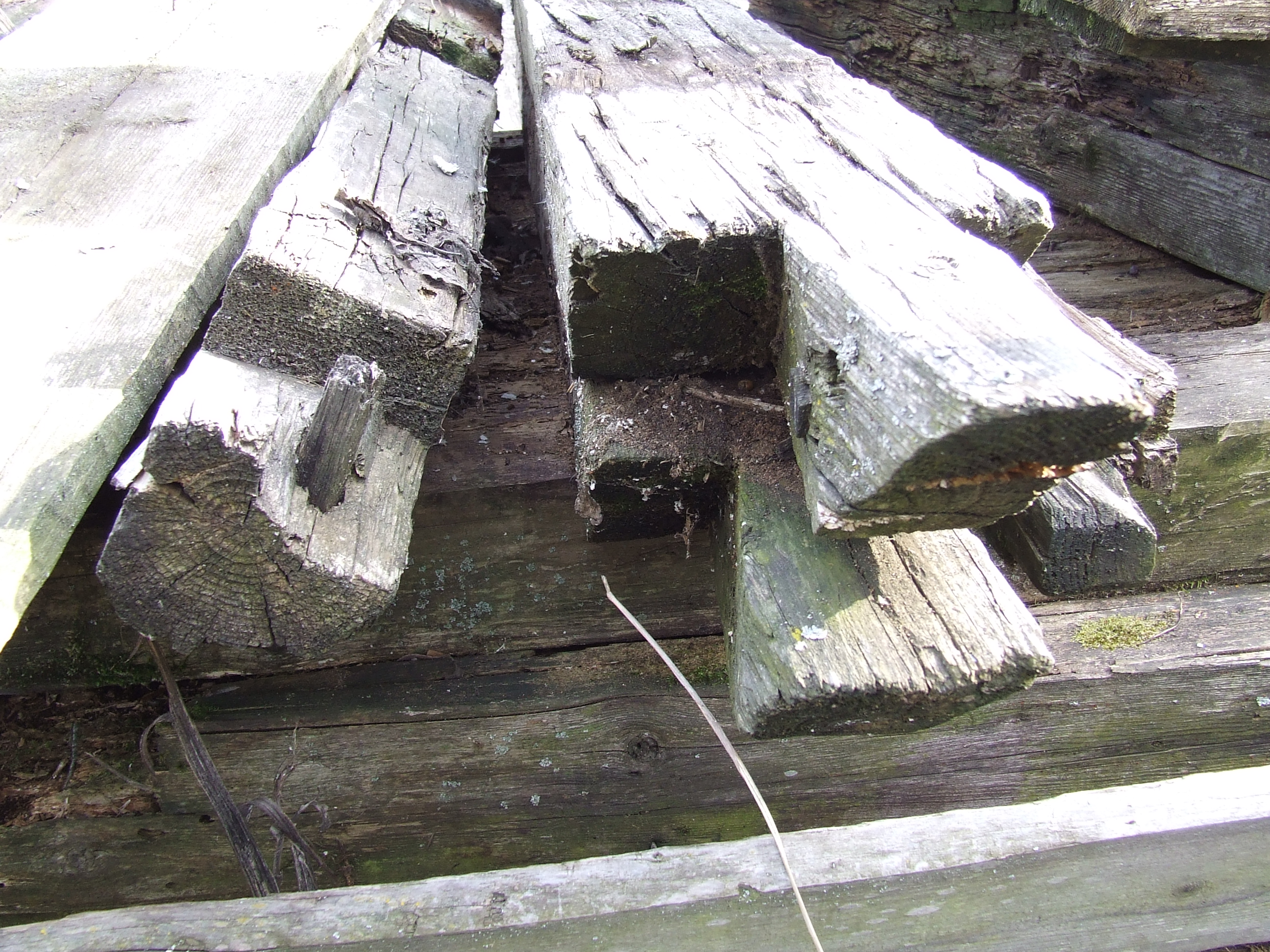
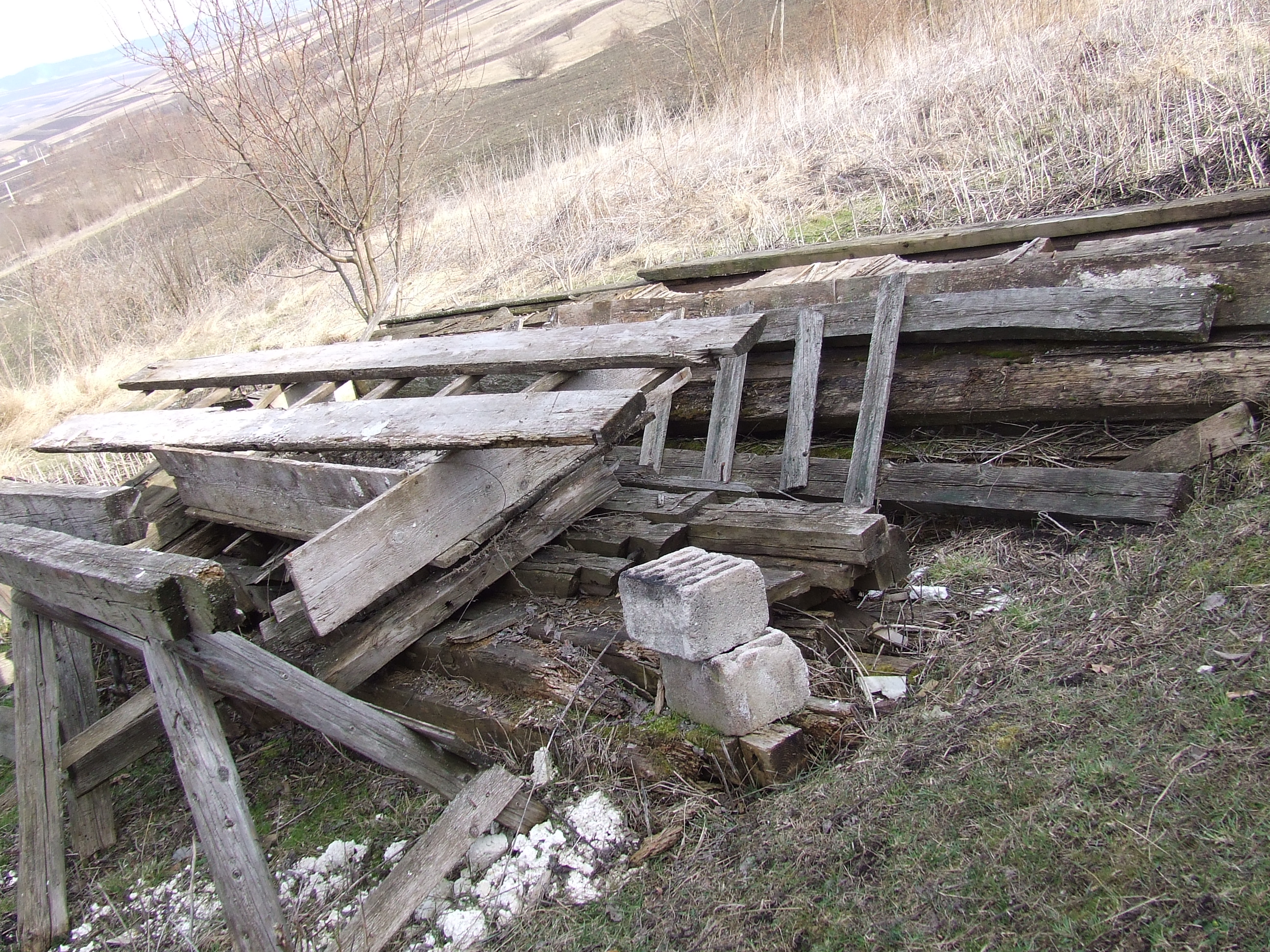
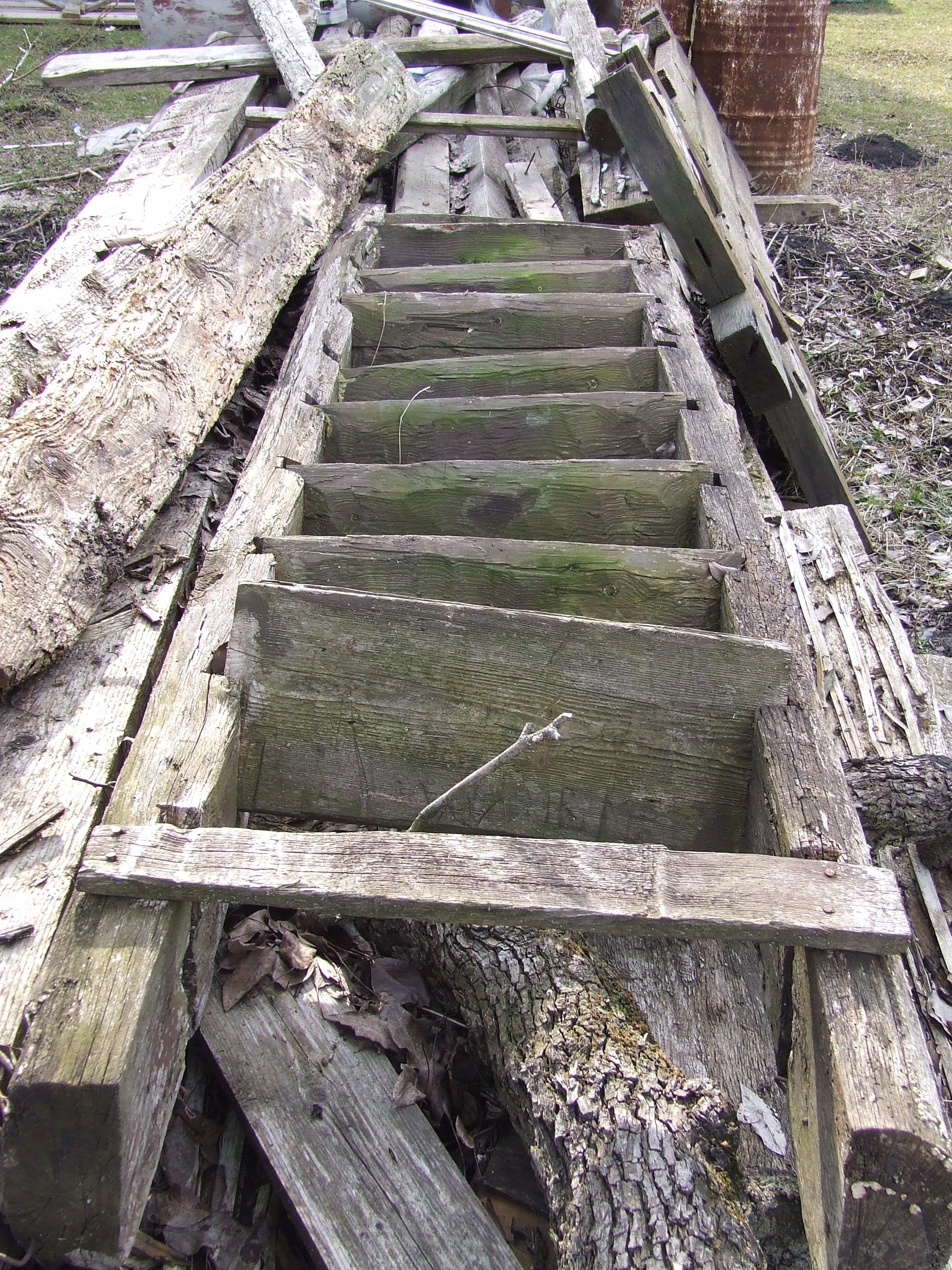

### Exterior

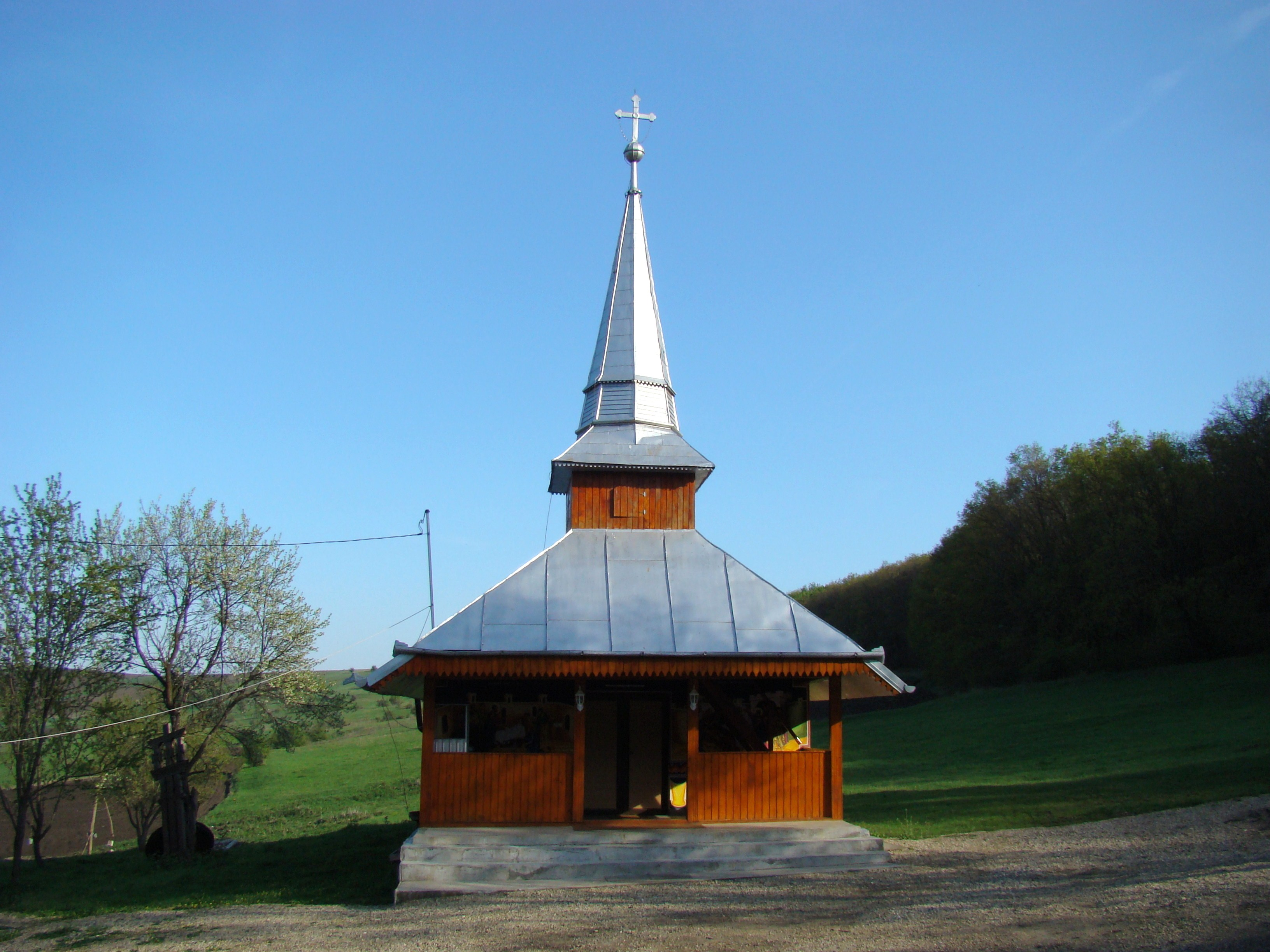
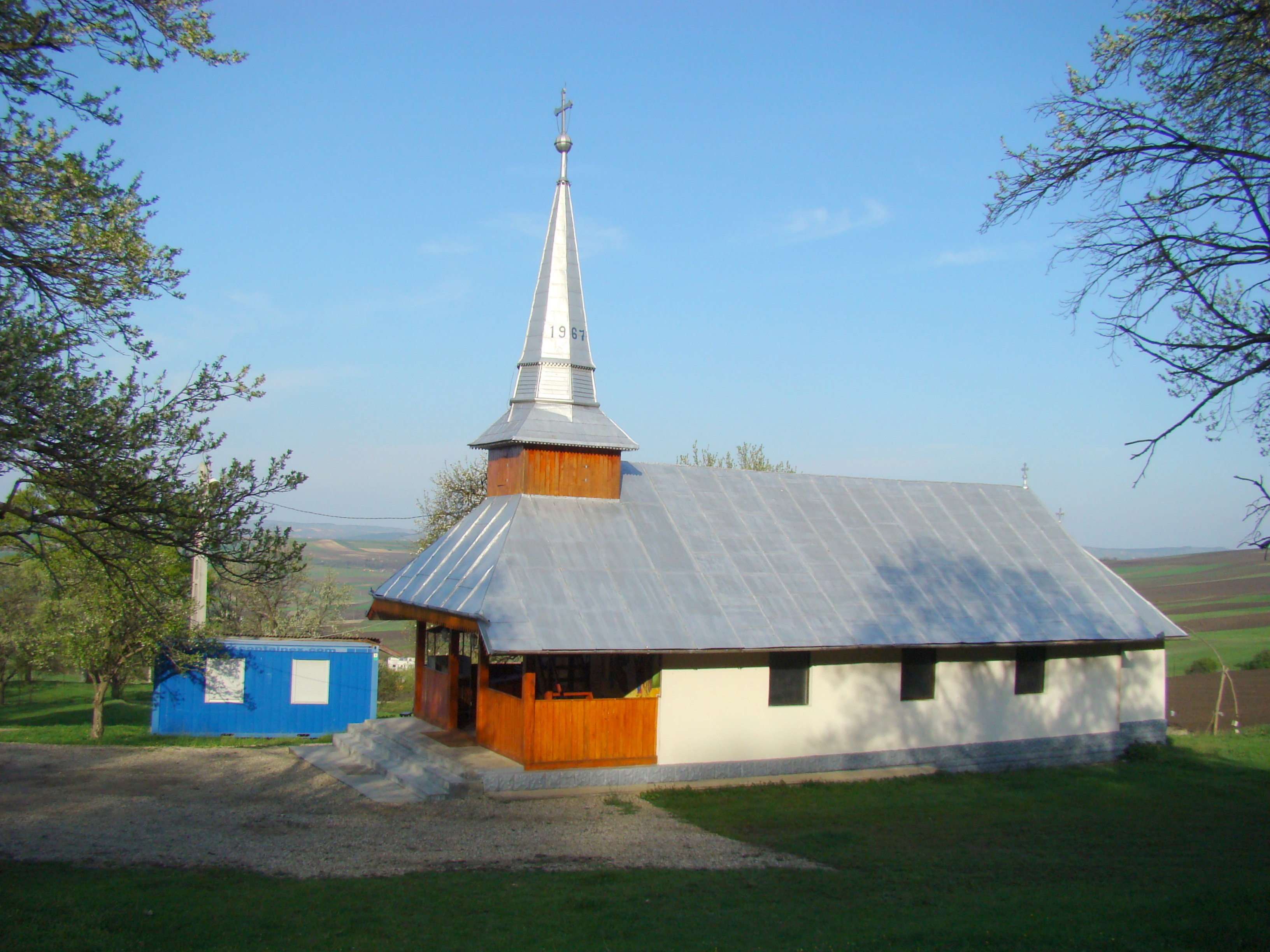
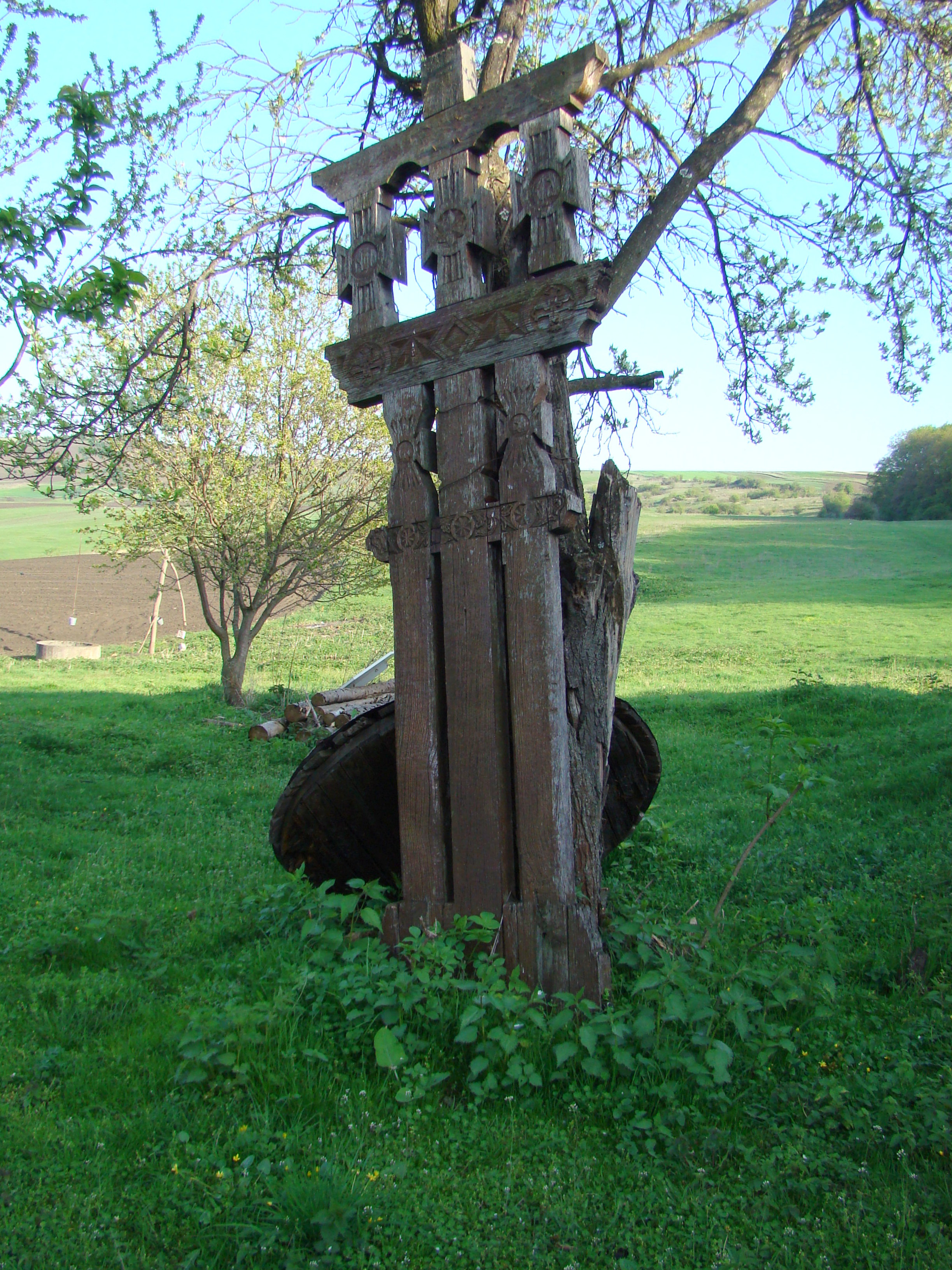
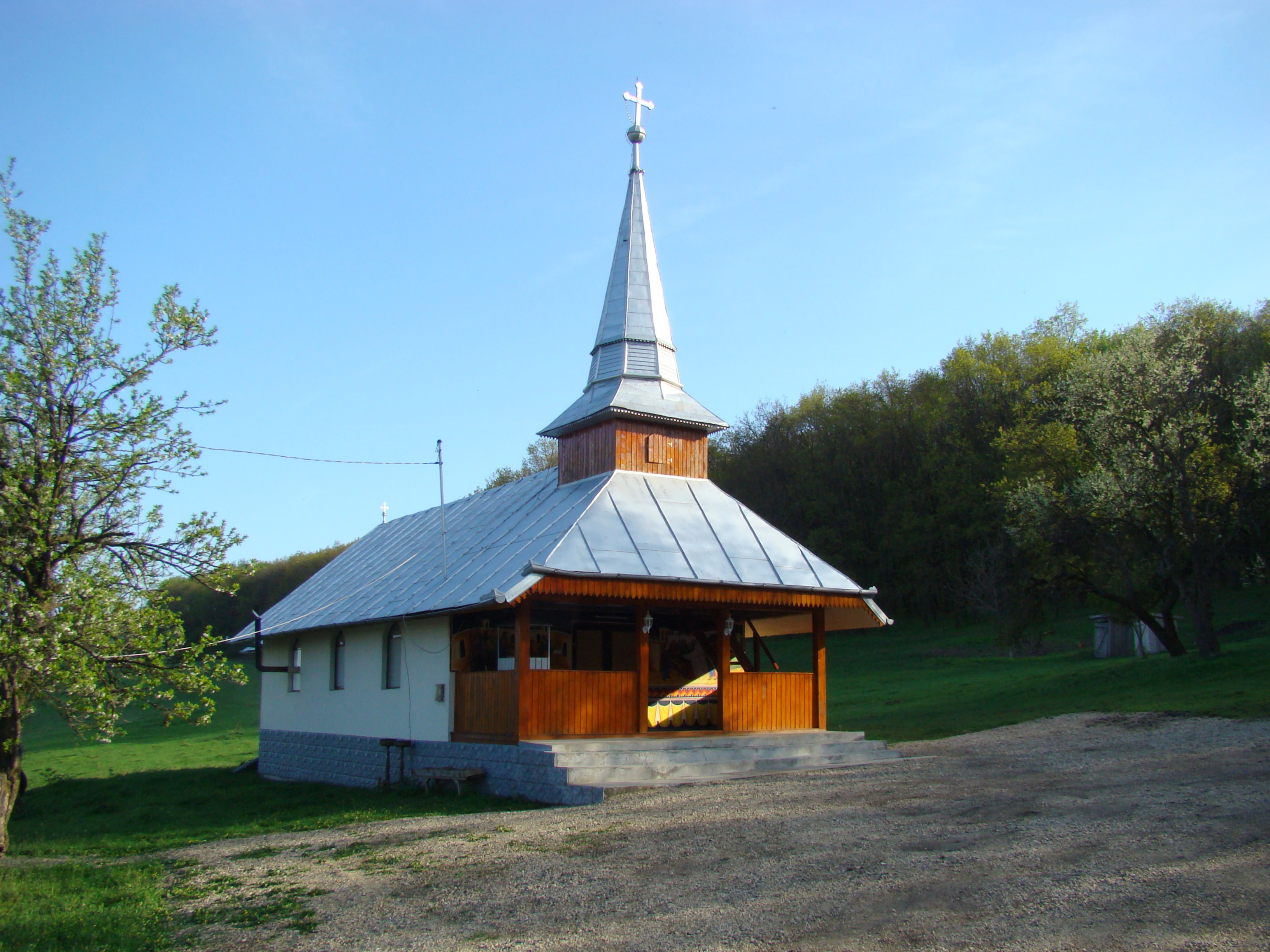
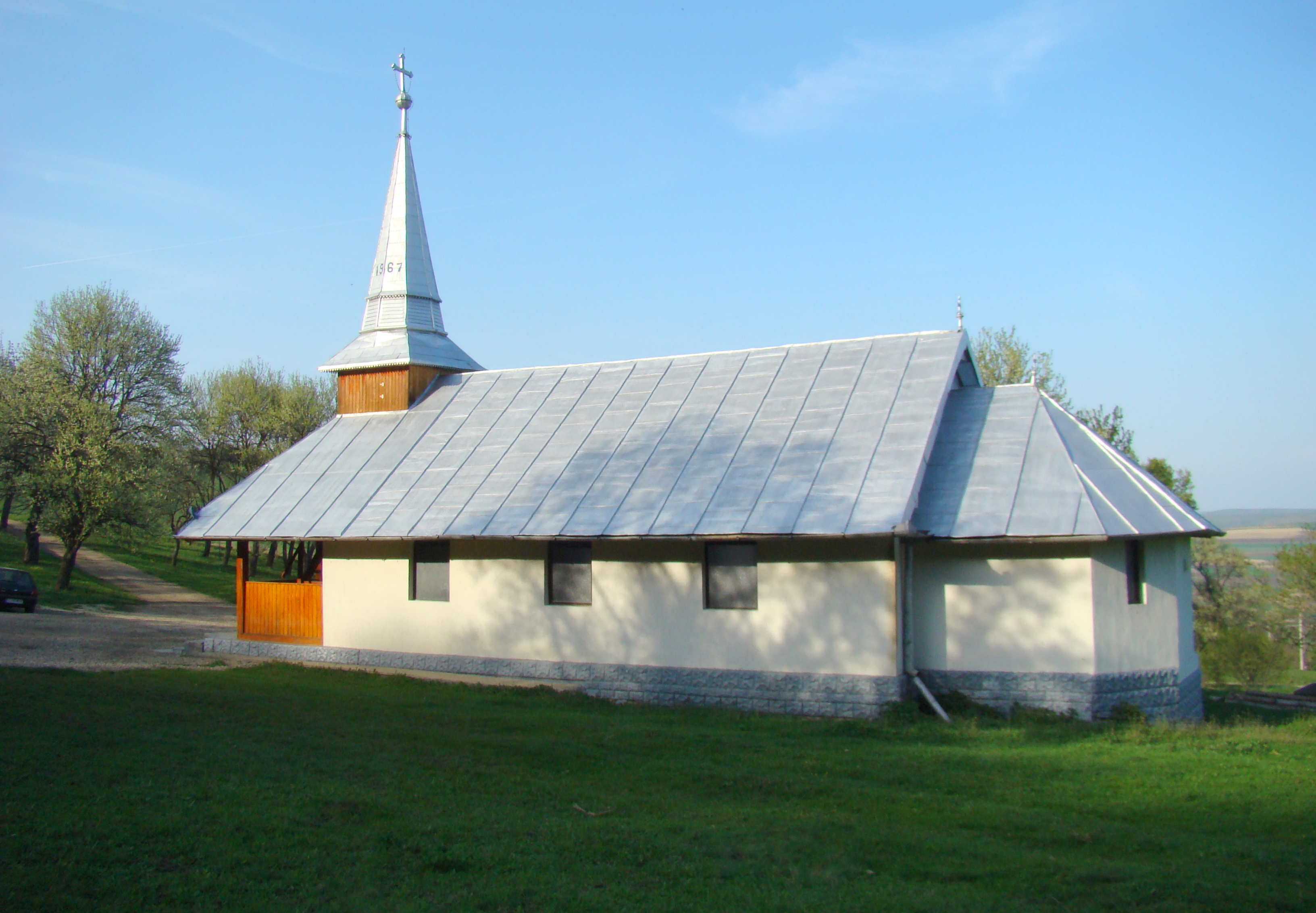
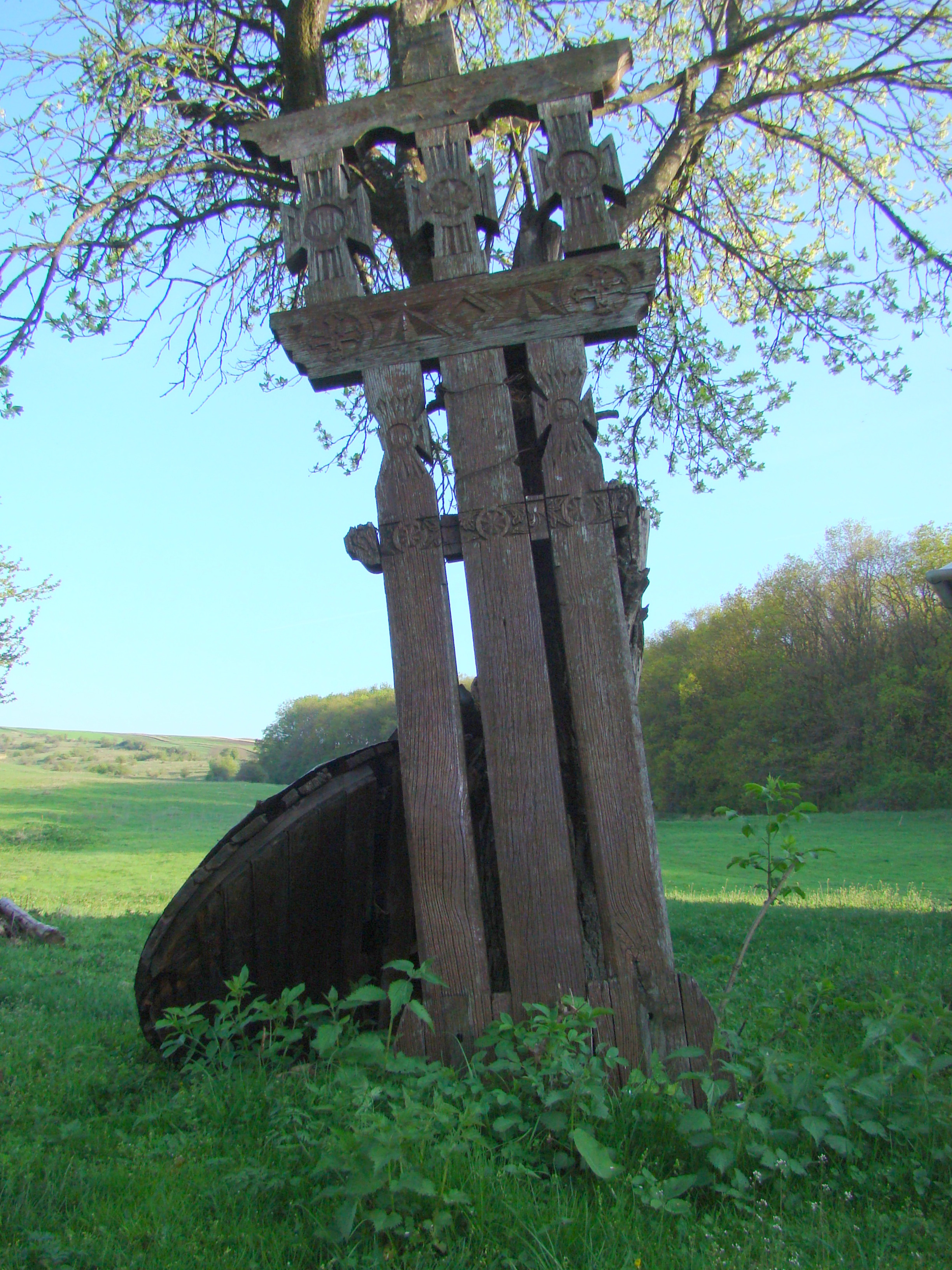
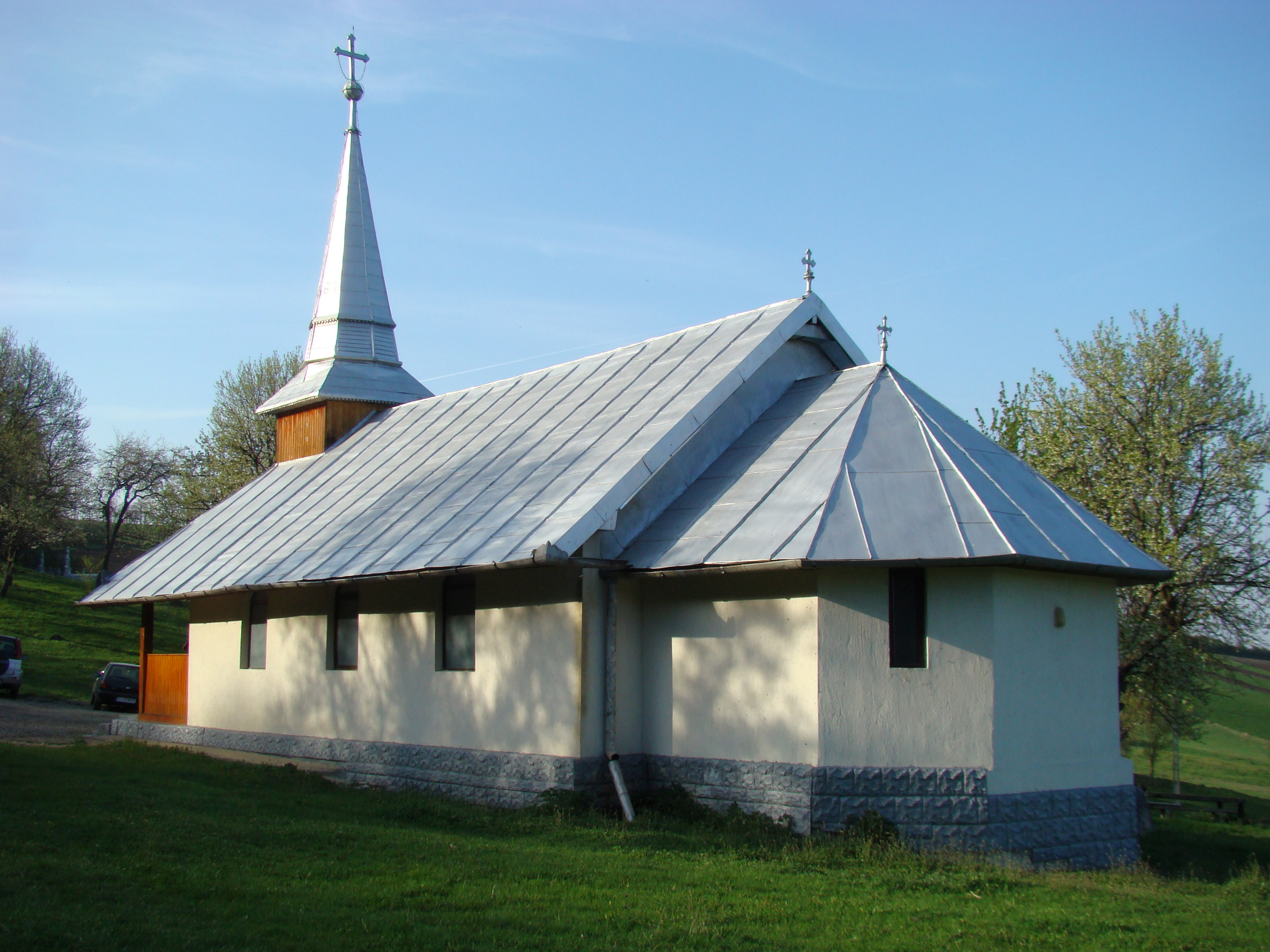
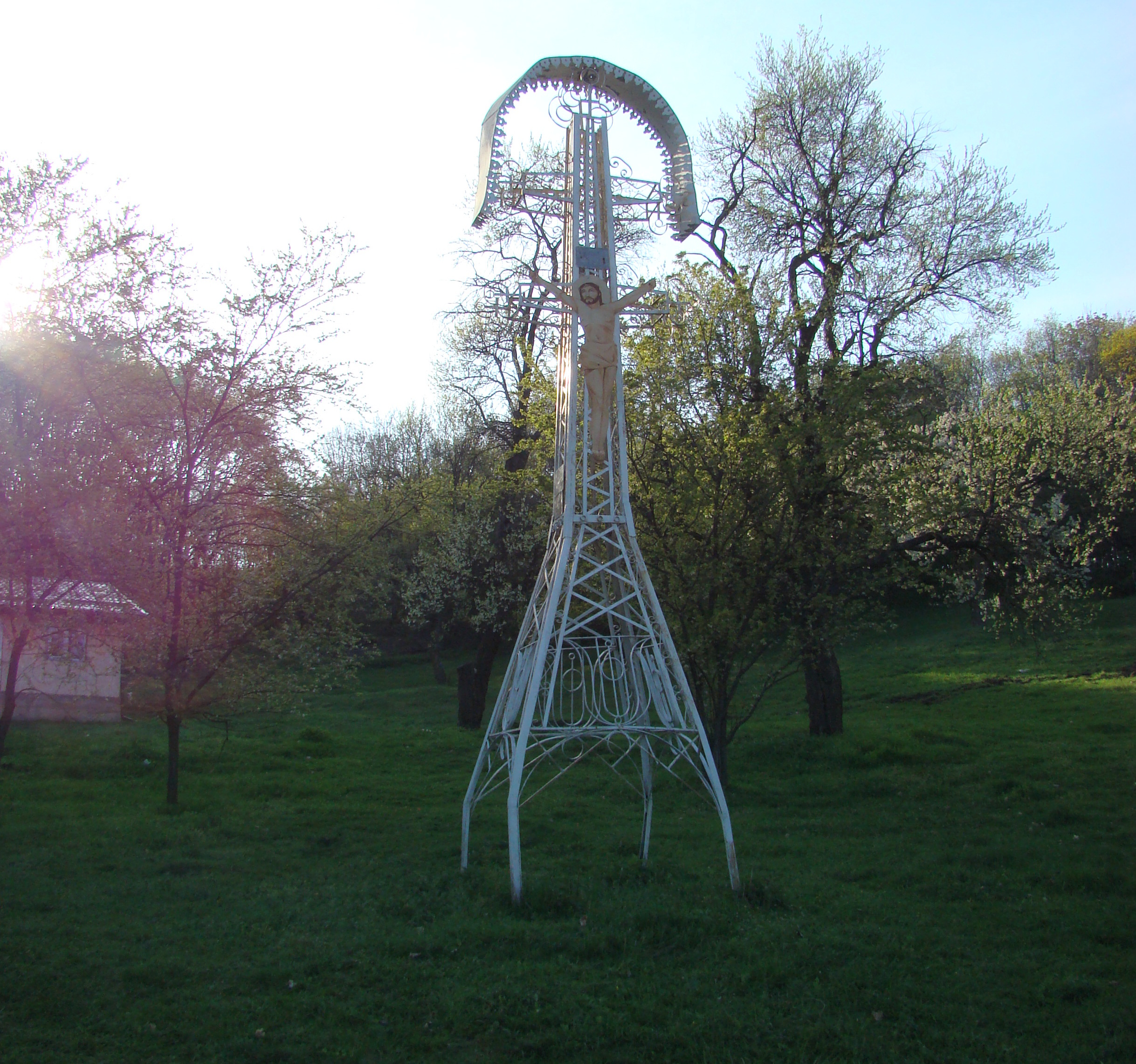
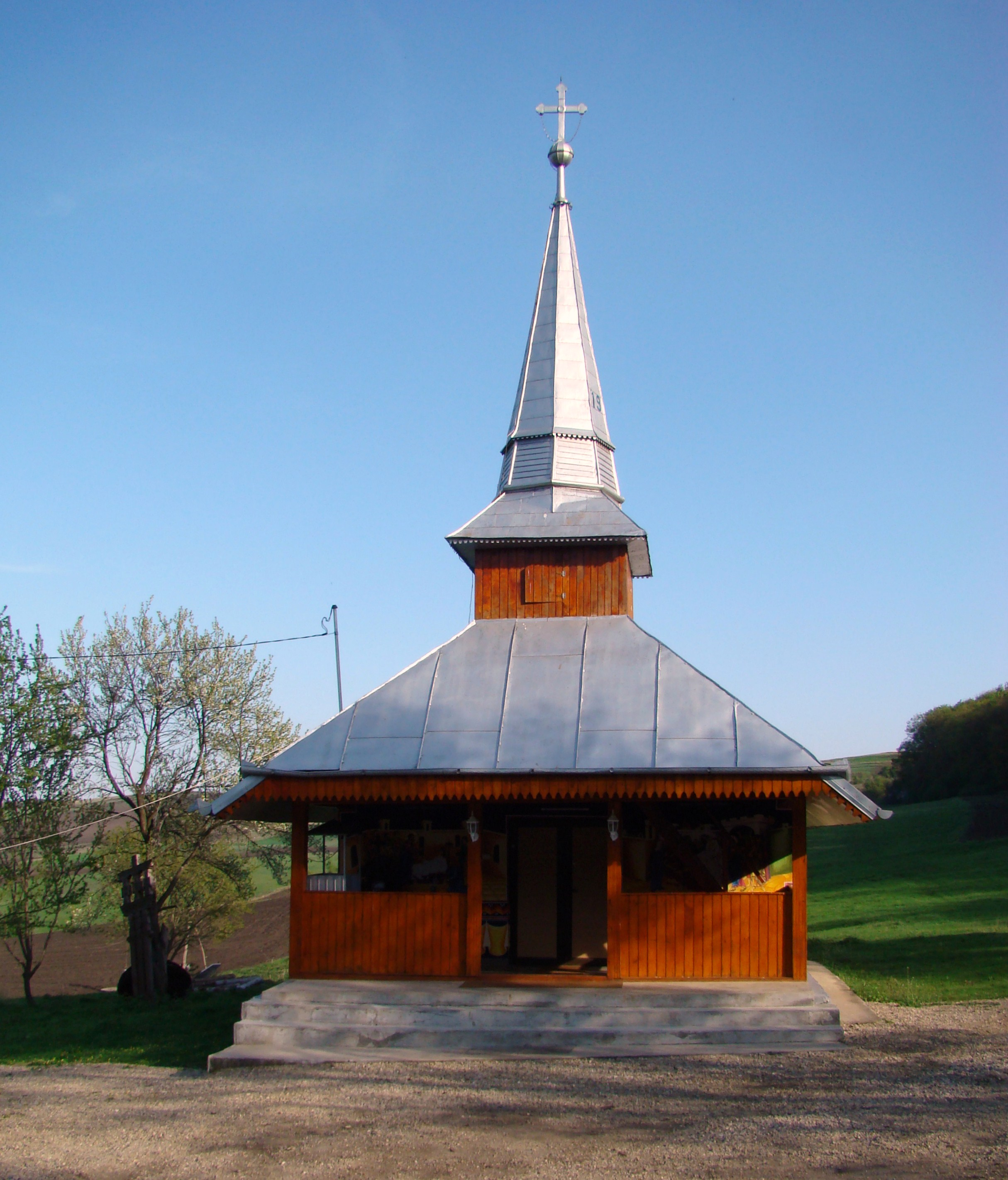
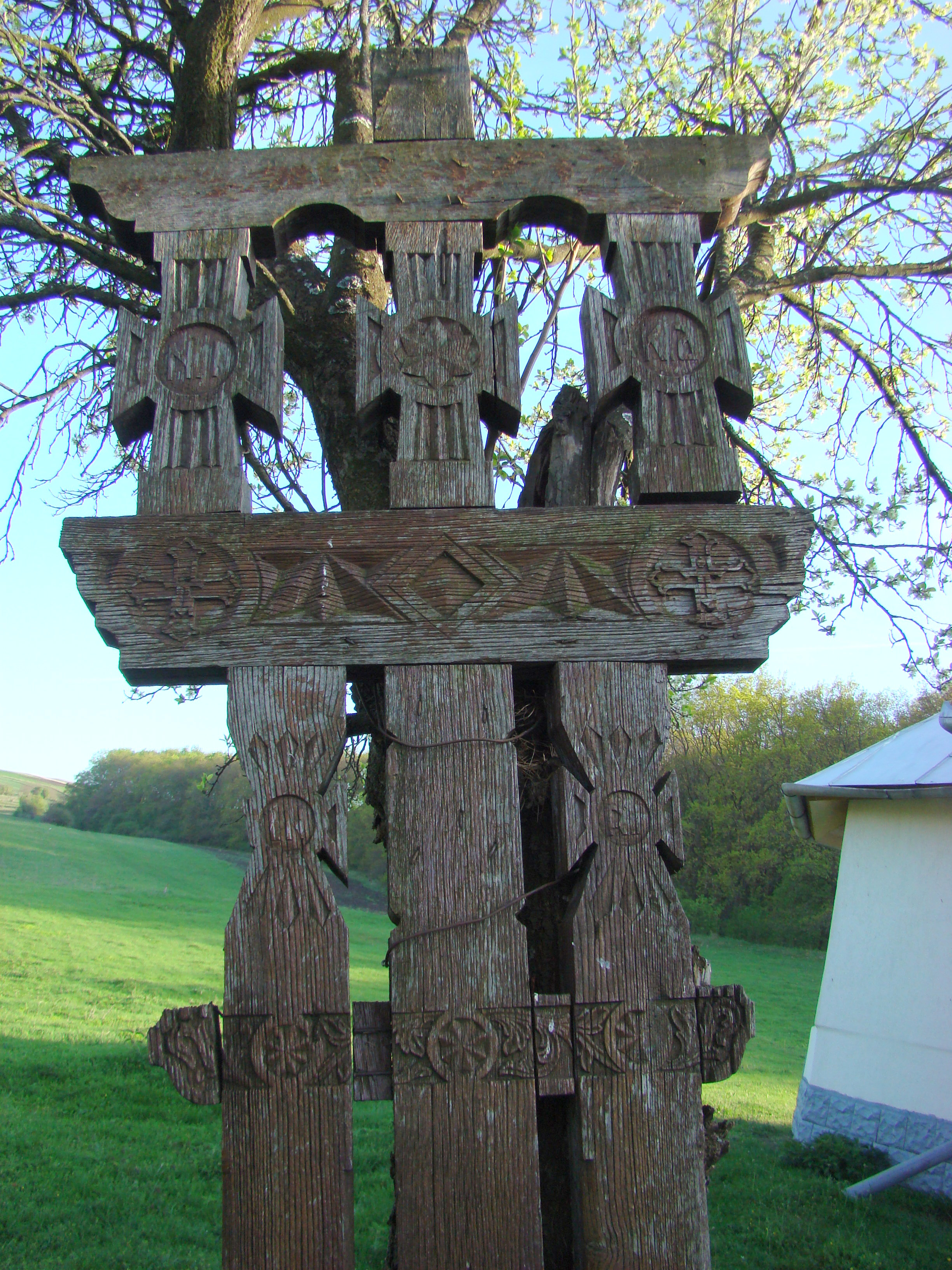

## Biserica reconstruită în mănăstirea ortodoxă din Pădurenii

### Interior

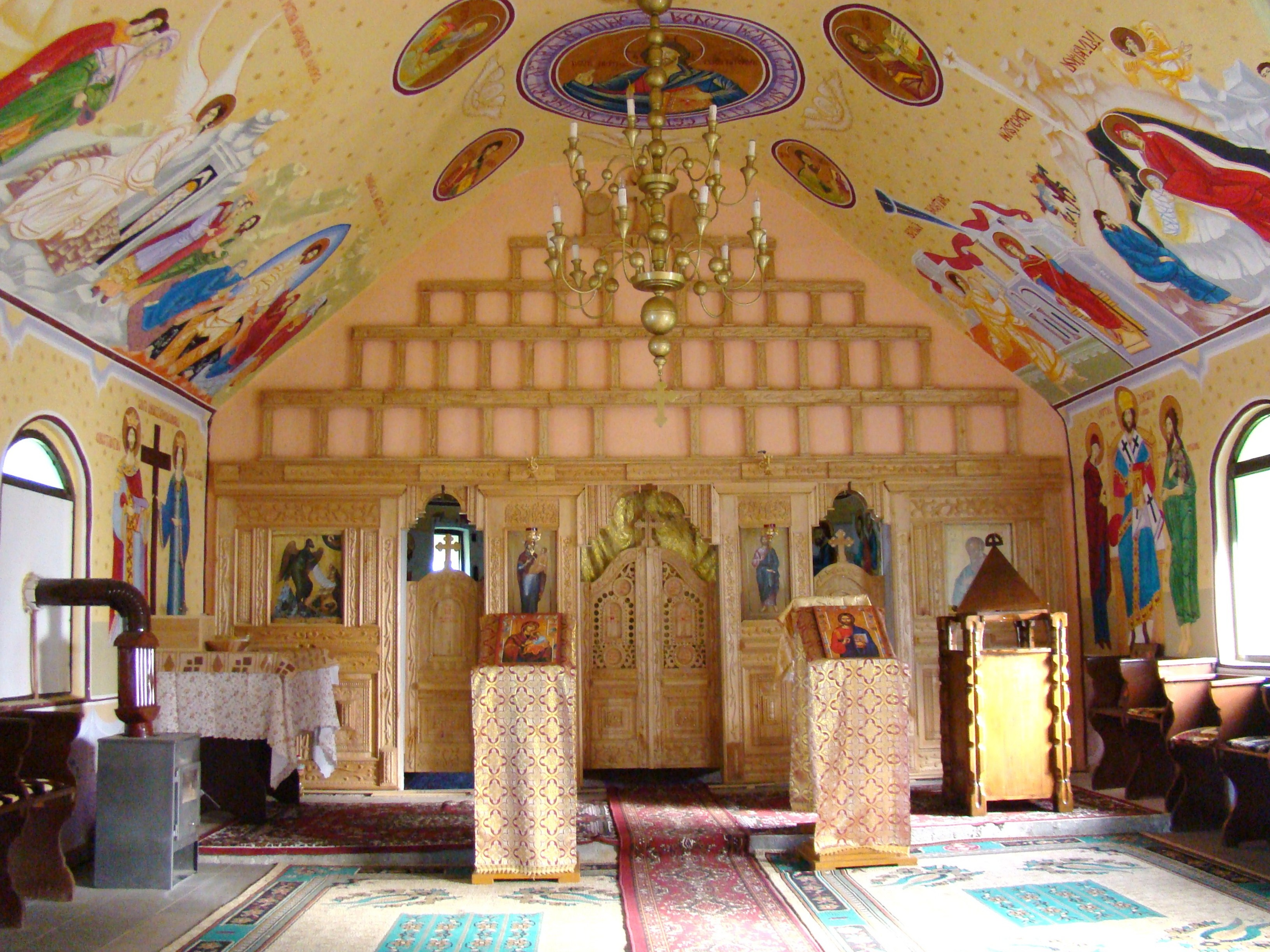
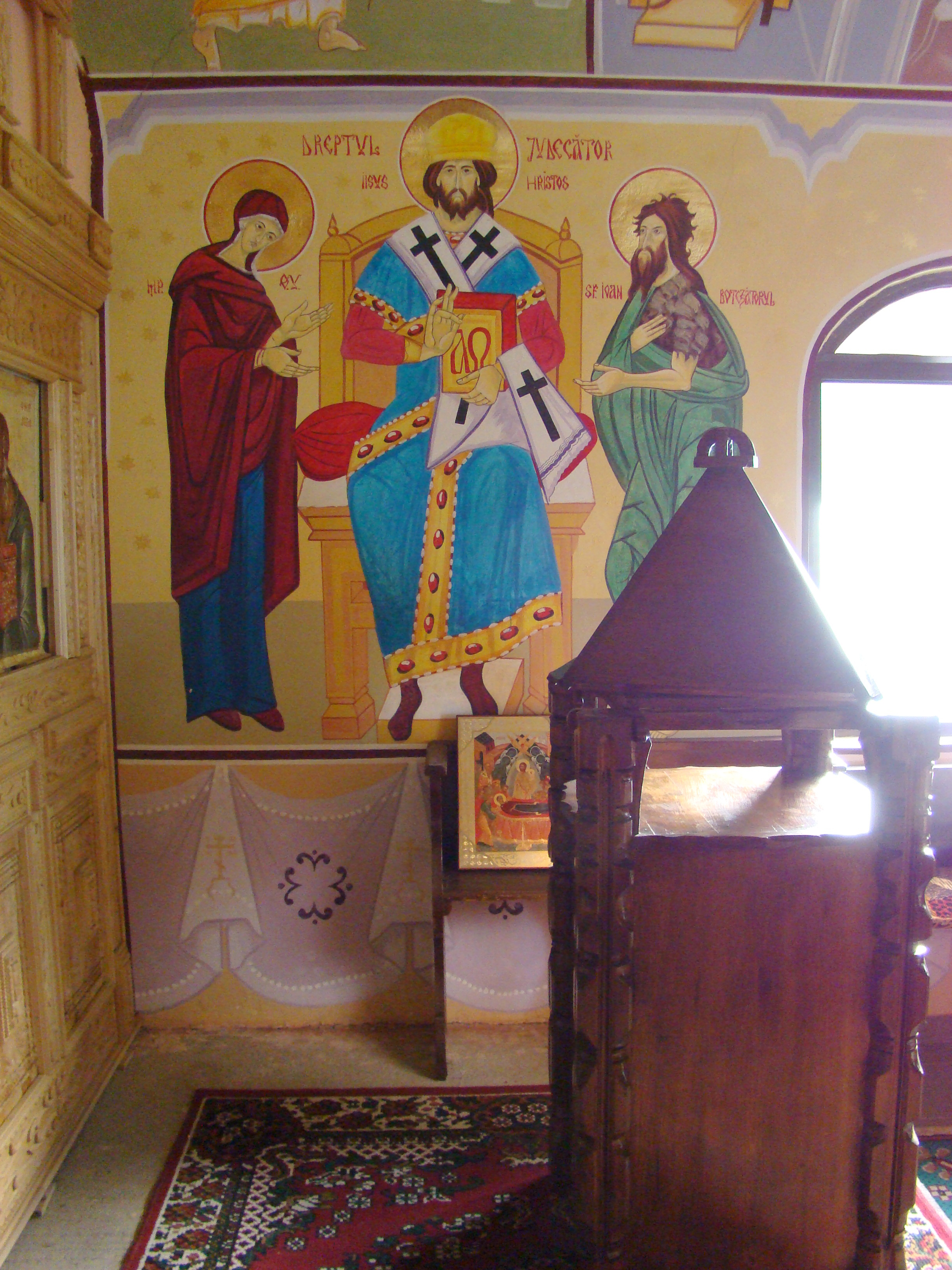
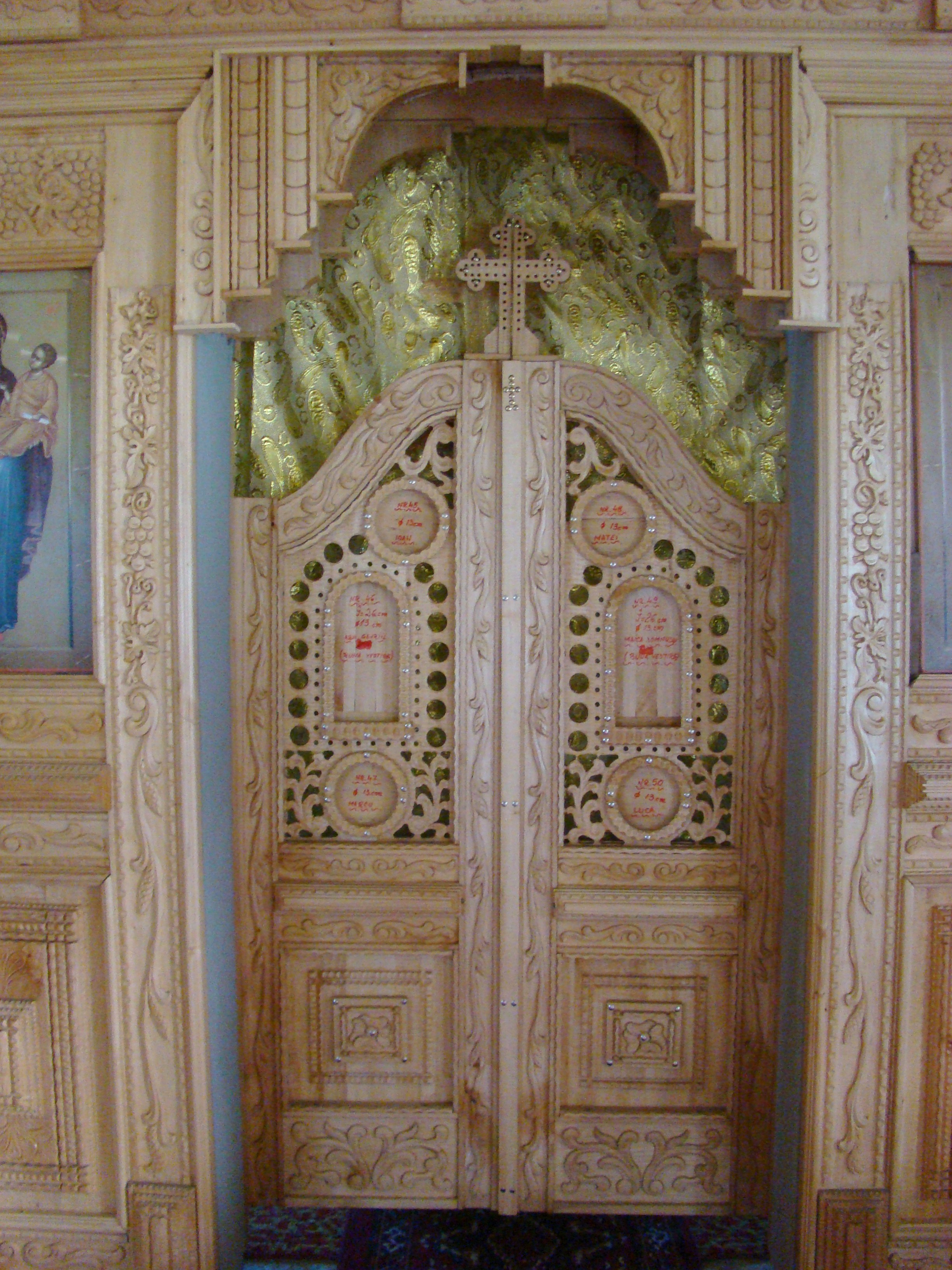
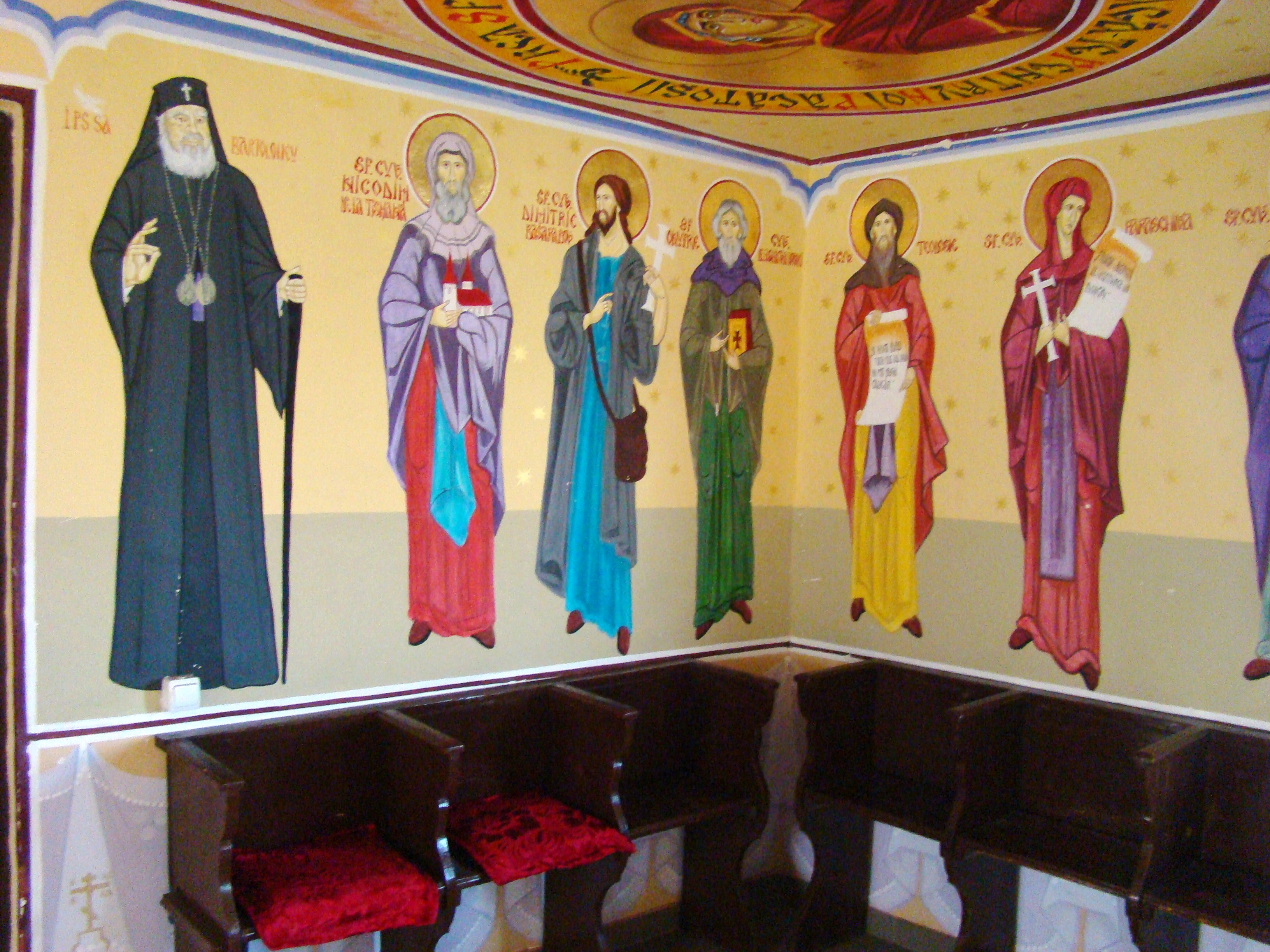
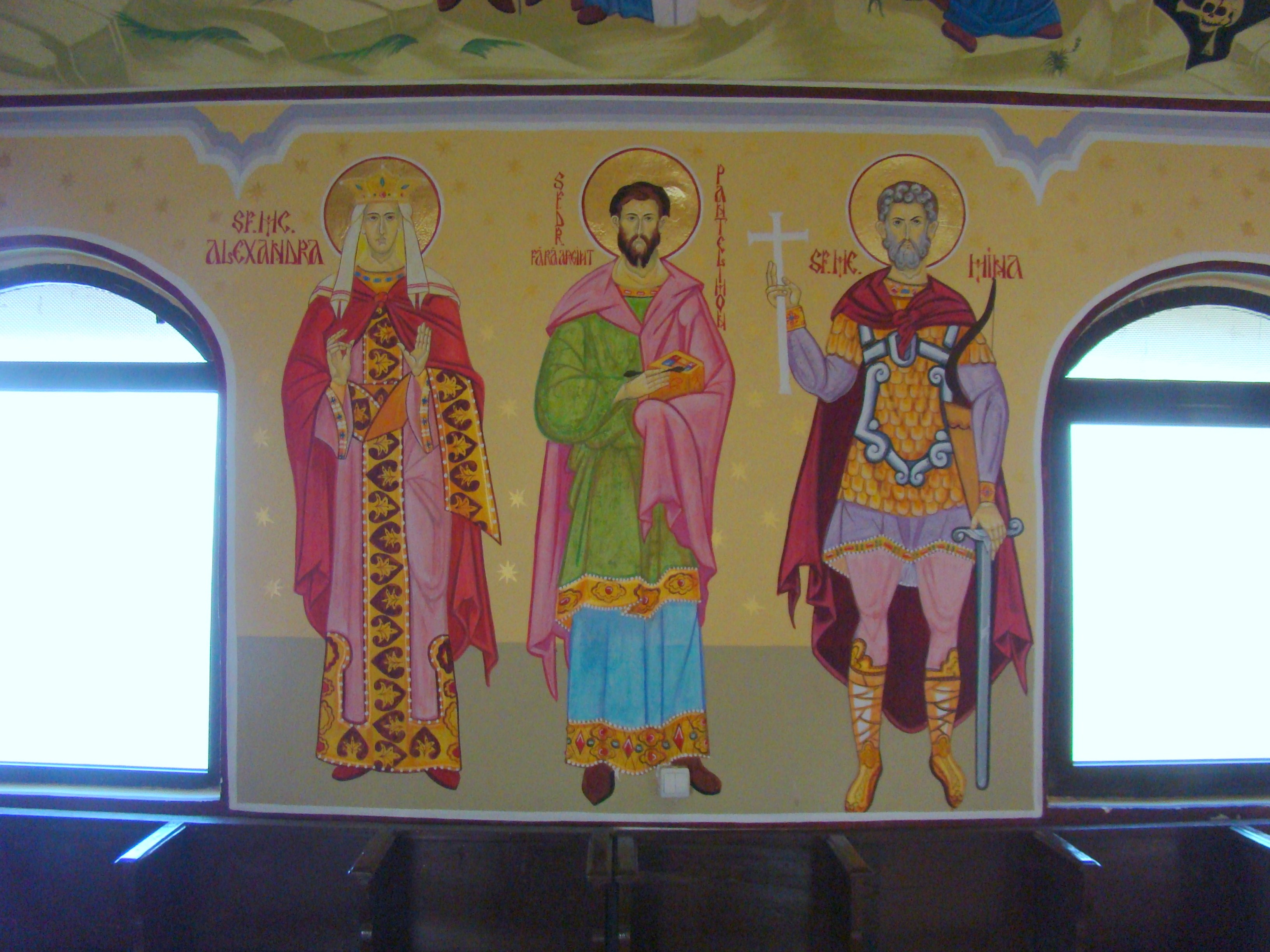
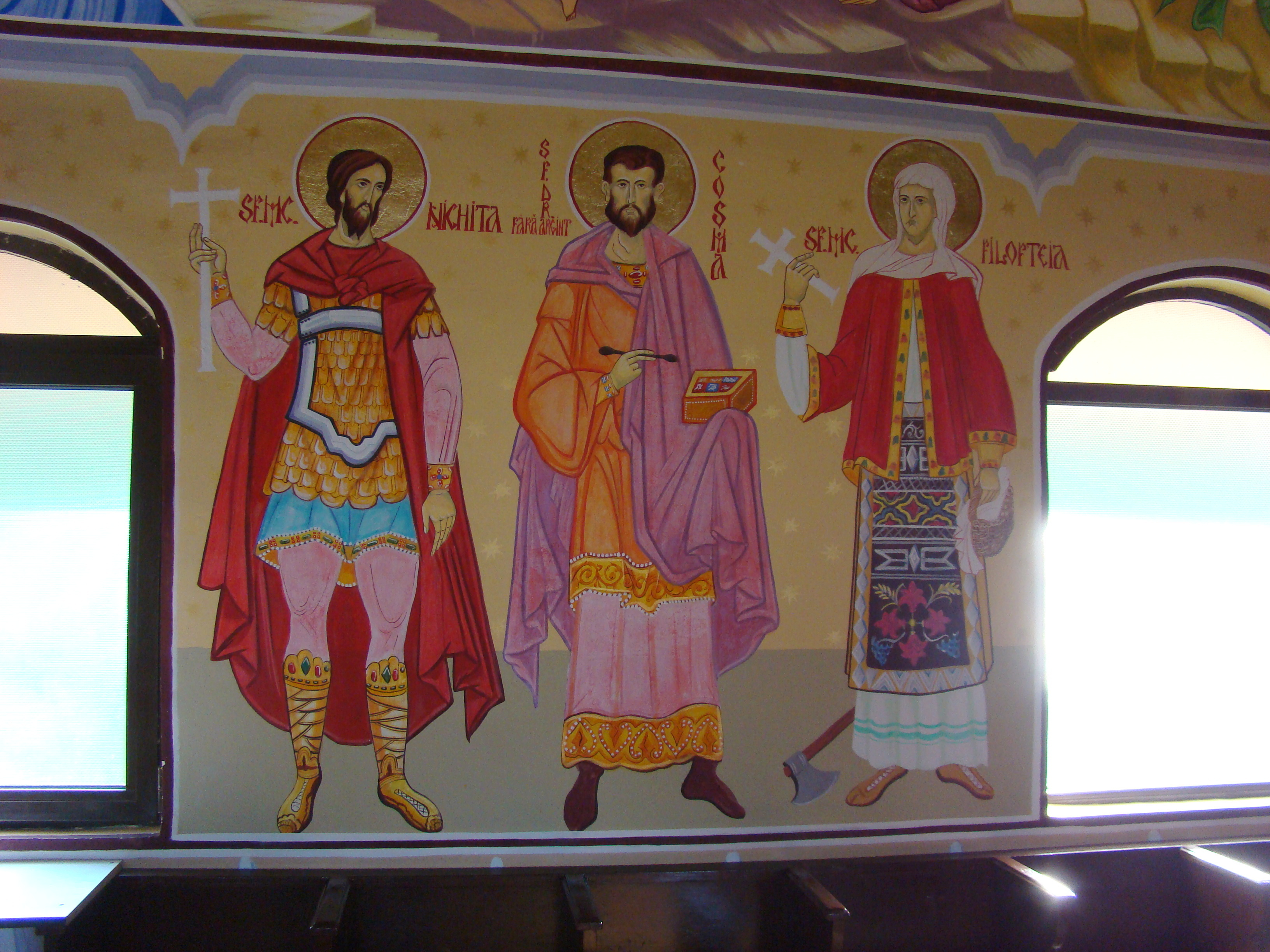
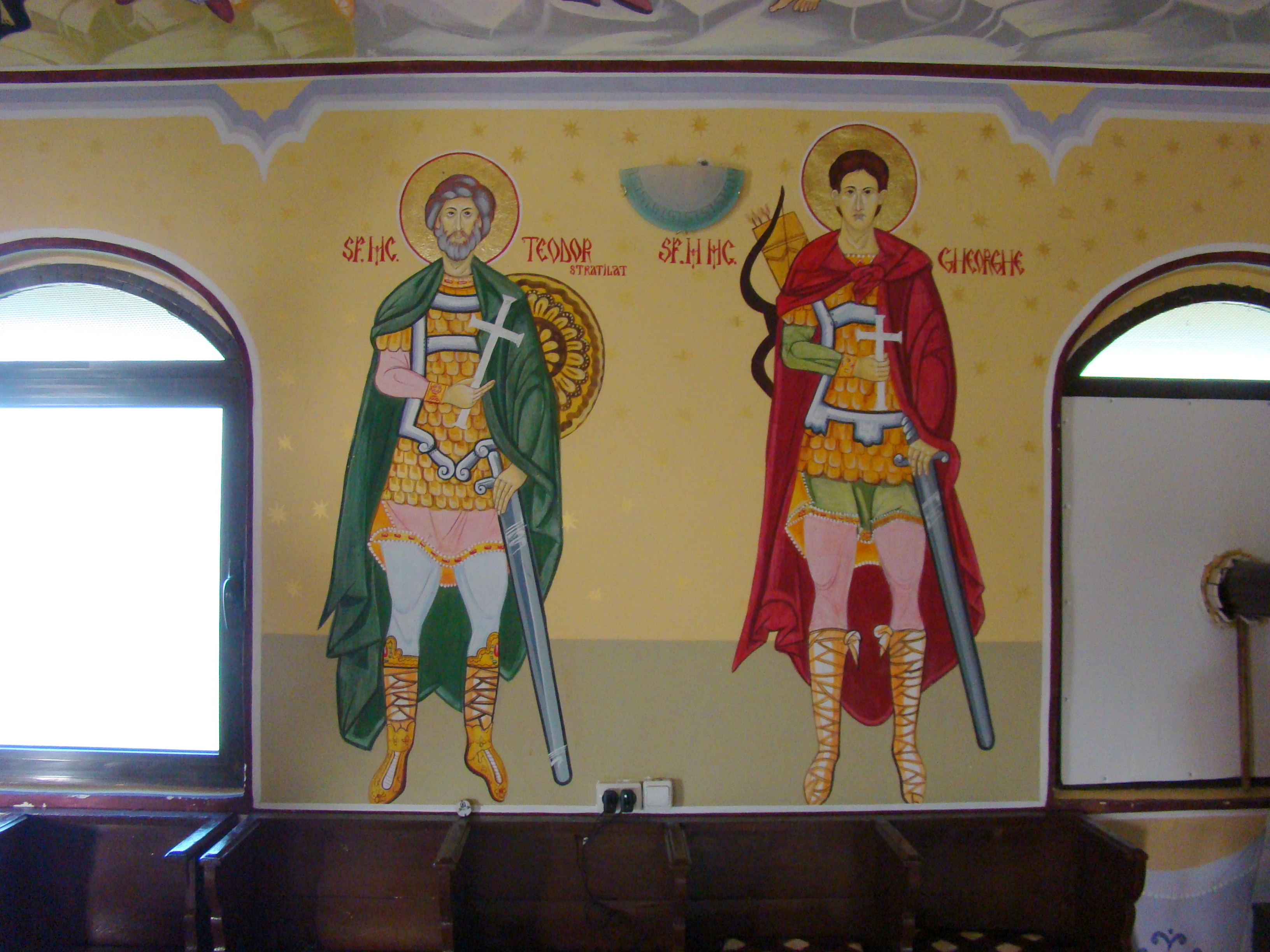
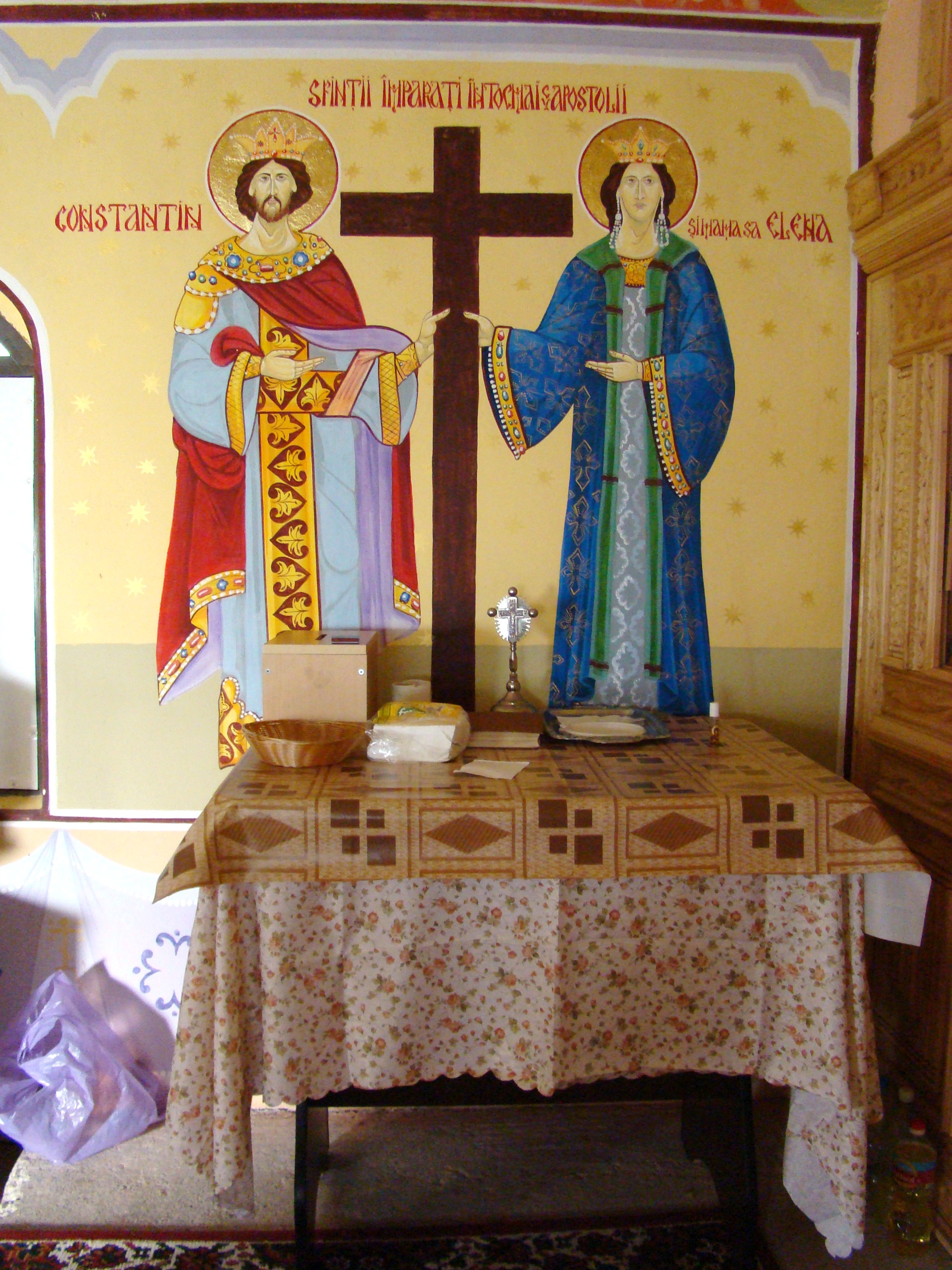
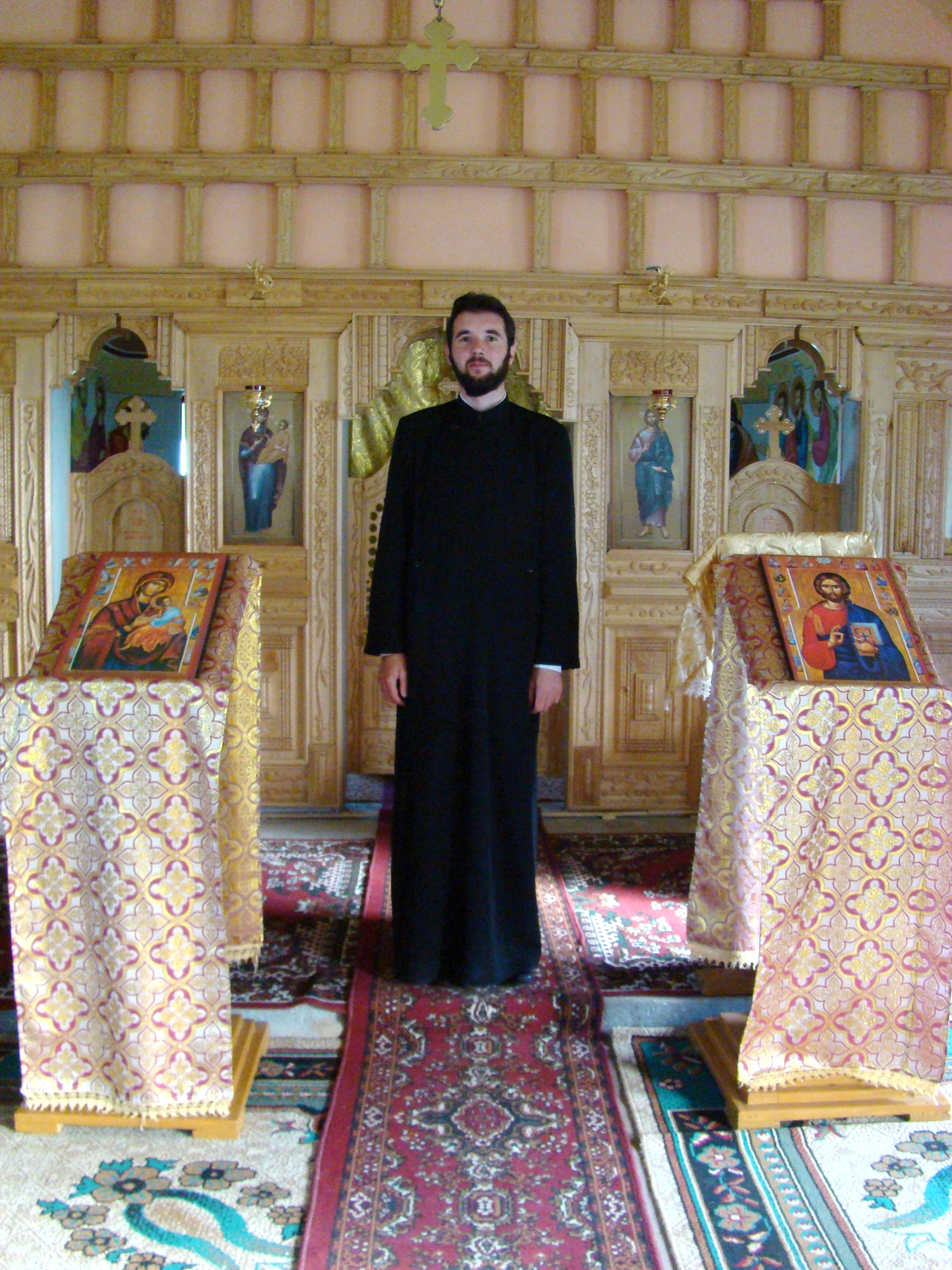
Preotul mănăstirii ortodoxe din Pădurenii: Marc Vlad
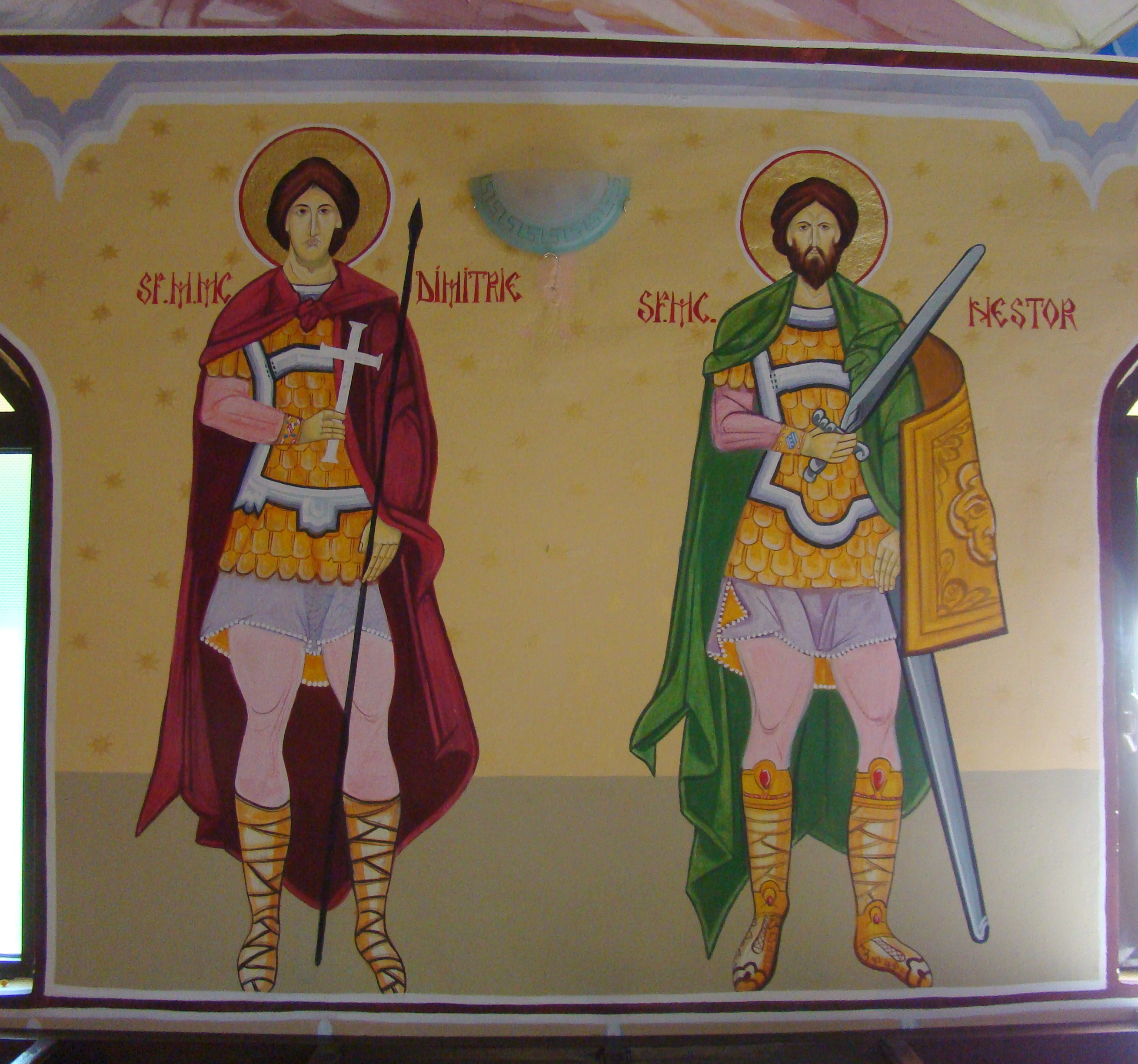
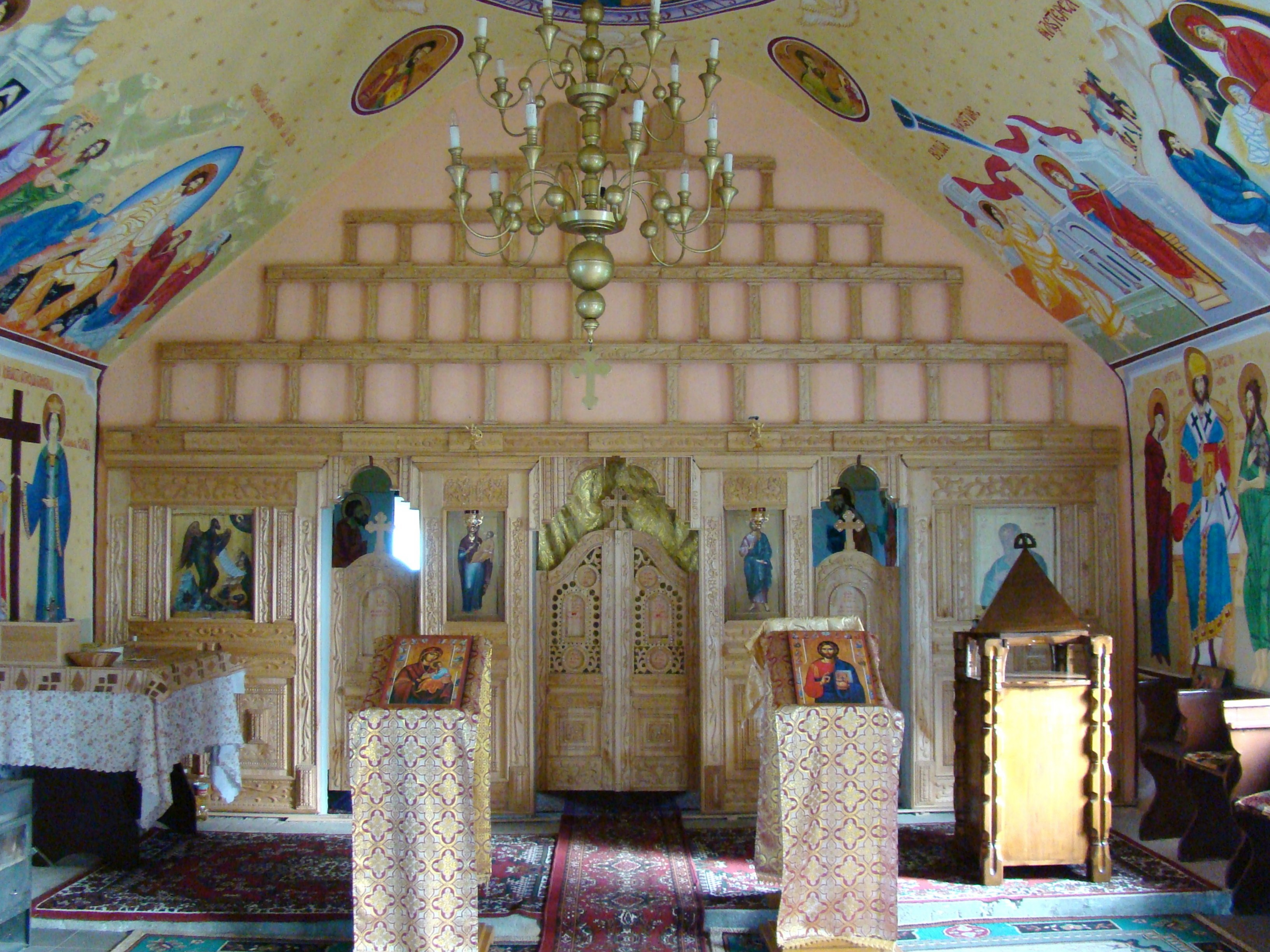